# Armada de Joseon
La Armada de Joseon (en hangul, 조선 수군; en hanja, 朝鮮水軍) fue la armada de la dinastía coreana de Joseon. Si bien originariamente se encargó de proteger a los barcos mercantes y las ciudades costeras de las incursiones piratas japonesas, la marina de Joseon es conocida sobre todo por haber derrotado a las fuerzas navales japonesas durante la Guerra Imjin. A menudo se le atribuye el mérito de haber bloqueado la campaña de invasión japonesa, salvando así a la dinastía de la conquista nipona.

## Historia
Los mares que bañan Corea se caracterizan por sus mareas y corrientes cambiantes. La tradición de construcción naval coreana se centró en la creación de embarcaciones simples pero estructuralmente sólidas, en las que se anteponía la potencia a la velocidad. La Armada de Joseon utilizó buques de guerra de la dinastía Goryeo para defenderse de la piratería wakō. En el siglo XV, bajo la legislación del rey Sejong, se desarrollaron y probaron cañones más potentes. Los cañones de los acorazados demostraron ser un gran éxito durante las acciones contra los barcos piratas japoneses.
En 1419, el rey Sejong envió a Yi Jongmu a atacar a los japoneses en la isla de Tsushima en la invasión Oei, como represalia por las incursiones japonesas de wakō en las ciudades costeras coreanas. Yi tomó 227 barcos y, al mando de unos 17 000 soldados, desembarcó, atacó y saqueó los asentamientos piratas japoneses en la isla de Tsushima. El clan So, la familia gobernante de Tsushima, solicitó negociaciones. En los intercambios diplomáticos que siguieron, Corea permitió que el clan So continuara comerciando con los puertos coreanos, pero a condición de que reprimieran las actividades de los piratas japoneses.
Durante la dinastía Joseon, las operaciones navales cayeron en desuso, mientras que los barcos pesqueros continuaron operando y prosperando. La relativa paz que se vivió en este periodo hizo que se descuidara y debilitara el ejército. A ello contribuyó además la política de los reyes coreanos, que ponían la mayor atención en la agricultura y se inspiraban en los ideales confucianos; de ahí que la armada y el ejército se debilitaran paulatinamente. Pese a todo, se construyeron en ocasiones fuertes barcos de madera llamados panokseons, que formaron la columna vertebral de la marina. Los panokseons fueron muy utilizados durante las invasiones japonesas de Corea (1592-1598), particularmente bajo el mando del almirante Yi Sun-sin. Este también desarrolló el kobukson o barco tortuga, basado en un diseño más antiguo, que fue el primer buque de guerra blindado del mundo.
A fines del siglo XIX, la Armada de Joseon no era una fuerza naval significativa aparte de las fortalezas de defensa costera. En marzo de 1893 se estableció la Academia Naval Imperial de Corea (en hangul, 통제영학당; en hanja, 統制營學堂). La academia formó aproximadamente 160 oficiales antes de su cierre, durante y después de la Primera Guerra Sino-Japonesa.

## Organización
El sistema de mando de las fuerzas navales era que uno o dos comandantes provinciales de cada provincia comandaban una base naval provincial, y cada condado y ciudad costera tenía un comandante naval. La mayor parte de la Armada de Joseon estaba posicionada en las provincias de Gyeongsang, Jeolla y Chungcheong. Después de varias reorganizaciones relacionadas con el mando naval de los magistrados militares durante el reinado del rey Sejong, este estableció el sistema de mando naval, en el cual se encuadraron los comandantes navales.
En 1475, durante el reinado del rey Seongjong, de los 148 849 miembros del servicio, 48 800 eran marineros y 72 109 eran soldados convertidos en infantes de marina. Las fuerzas navales no solo reclutaban gente de la costa sino también del interior. Los oficiales navales recibían un trato preferencial sobre los de tierra y prestaban servicio entre tres y seis meses al año. Cuando un hombre se unía a la marina, llevaba la carga militar a la espalda y trabajaba a bordo de los barcos. Los marinos se movilizaron para trabajos diversos, como defender fortalezas costeras, e incluso recolectaban sal durante su período de servicio. Gran parte del tributo de las regiones costeras consistía en productos del mar, como sal o mariscos, que también pescaban durante su servicio militar. Por todo ello, la carga institucional de la marina era dos veces más pesada que la del ejército.
A mediados del período Joseon, los hombres de la Marina sufrían de malas condiciones de servicio, y esta no supo ser eficaz en los enfrentamientos. Los buques de guerra de aquella época eran extremadamente vulnerables al viento y a las olas. Los marineros e infantes de marina recibían peor trato que sus pares en el ejército y estaban expuestos a buen número de enfermedades y contagios, hasta el punto de que muchos desertaban. Los oficiales navales adinerados contrataban hombres para que los sustituyeran en su servicio militar. Esas circunstancias se prolongaron durante más de cien años.
Las fuerzas navales se transformaron a medida que hombres sin condiciones ni preparación y criminales fueron engrosando sus filas. El gobierno recurrió como medida extrema a convertir el servicio naval en hereditario, para mantener una cierta cantidad de potencia militar, pero esto hizo que los hombres intentaran evadirse aún más del servicio. Los impuestos regulados por el estado ofrecían beneficios de protección y cuidaban a ricos y pobres para reclutarlos en las fuerzas navales. Seongjong confirió un título honorífico a un oficial naval, eximiéndolo de deberes esenciales y añadiendo diversos beneficios, como la riqueza. A finales de la dinastía Joseon, también el rey Sukjong implementó reformas en el servicio naval para combatir la escasez de reclutamiento y fortalecer la Marina.
El almirante Yi Sun-sin se preparó para la invasión japonesa de Corea en 1592. Él y su subordinado Jeong Woon reformaron la Marina reduciendo las horas de faena y prohibiendo el trabajo nocturno. Cuando Yi Sun-sin inspeccionó las tropas e hizo notar los defectos, los comandantes justificaron su actuación alegando que el personal estaba cansado y que no había suficientes suministros, que faltaba capacidad y que carecían de poder militar.

### Consejo de Defensa Fronteriza de Joseon
El Consejo de Defensa Fronteriza de Joseon fue un órgano administrativo supremo establecido por el gobierno central después del Disturbio de los Tres Puertos. Permitió a los oficiales militares superiores, los Jibyeonsa Jaesang (en hangul, 지변사재상; en hanja, 知邊司宰相), participar en el proceso de establecimiento de maniobras de seguridad para vigilar meticulosamente los problemas de la frontera. En consecuencia, el consejo aplicó medidas de seguridad naval a la provincia de Gyeongsang y las extendió a Jeolla y al resto de las provincias del sur.

### Sistema de Defensa Nacional

#### SistemaJingwan
El Sistema Jingwan era un sistema de defensa provincial que se remontaba a la dinastía Goryeo, basado en fortalezas erigidas en lugares estratégicamente importantes. Aun así, dejaba algunas regiones abiertas a la invasión, y si una caía esto podía ser catastrófico en cualquier guerra. En 1457, el rey Sejo reorganizó el sistema de defensa para asegurar tantas fortalezas como fuera posible para mejorar la profundidad defensiva. Este sistema contaba con el Jujin, la fortaleza principal comandada por un Jeoldosa, un comandante naval provincial que se ocupaba de la defensa costera regional y era el superior jerárquico de los comandantes de unidades inferiores. El Geojin era una unidad administrativa local costera de tamaño medio, y estaba comandada por un Cheomjeoljesa, un comandante de condado entre la capital provincial y los pequeños pueblos locales cerca de las costas llamados Jejins, que estaban comandados por los principales magistrados locales o un Manho, un comandante naval. Utilizando esta composición estratégica, un Jingwan defendía sus provincias, y cada provincia tenía varios Jingwan independientes. Los comandantes locales debían residir en sus puestos, conocer la topografía local, redactar los planes de operaciones, capacitar a los marineros e infantes de marina locales y defender su cuartel movilizando a sus marineros y barcos en caso de conflicto. En principio, se suponía que las fuerzas navales trabajaban en el mar, pero debido a la gestión de los barcos y al arduo entrenamiento, el rey Seongjong instaló fortalezas costeras. Sin embargo, cuando se produjo una invasión masiva, no había suficientes soldados para defender sus provincias, ya que también era un sistema de defensa de fuerzas dispersas. Requería el uso concentrado de fuerzas locales para defender sus perímetros de defensa, y la norma Bupiljeoktajinjijobeob impedía que las provincias se ayudasen entre sí. Debían solicitar apoyo a los comandantes militares del gobierno central, que no conocían el terreno de una provincia.

#### Sistema Sogo
Seonjo estableció el Sistema Sogo en 1593, un sistema de milicias durante la guerra de Imjin basado en el sistema de milicias chino Ming y los textos militares. El sistema Sogo exigía que todos los hombres sanos sirvieran en el ejército durante un determinado período de tiempo. Durante el reinado del rey Sukjong, este implementó el sistema Sogo para engrosar las fuerzas navales. Este sistema proporcionó un flujo constante de hombres para la Armada de Joseon, que pudo mantener una gran flota permanente capaz de defender las aguas costeras del país. El sistema Sogo también proporcionó un medio para entrenar y equipar a marineros y oficiales navales, asegurando que la Marina estuviera siempre lista para la acción. Redujo el período de servicio dividiendo los seis meses de servicio en tres turnos, respecto a los dos turnos anteriores, y permitiendo a los oficiales alternar sus funciones.

#### Sistema de Mando de Guarnición
El sistema de Mando de Guarnición era un tipo de organización militar que dividía el país en distritos militares, cada uno de los cuales estaba bajo el mando de un comandante de guarnición. Estos comandantes eran responsables de mantener la preparación de sus tropas, asegurando que estuvieran entrenadas y equipadas para defenderse contra cualquier amenaza potencial. El sistema de Mando de Guarnición también facilitó el rápido despliegue de tropas en cualquier parte del país, permitiendo a la Marina responder con celeridad a cualquier invasión o ataque.

#### SistemaHyang'yong
El sistema Hyang'yong era un sistema de defensa local que requería que cada aldea mantuviera un cierto nivel de preparación militar. Este sistema era importante para la defensa naval porque garantizaba que la Marina tuviera una red de apoyos locales que estuvieran listos para brindar asistencia en caso de ataque. El sistema Hyang'yong también ayudó a disuadir a posibles invasores al dejar claro que toda la población estaba preparada y dispuesta a defender sus hogares y su país.

### Oficinas Navales

#### Tongjeongyeong
En 1593, durante la Guerra Imjin, el Tongjeongyeong (en hangul, 통제영; en hanja, 統制營) era una oficina naval que comandaba las fuerzas navales en Gyeongsang, Jeolla y Chungcheong para fortalecer la defensa de la costa sur.

#### Tongeoyeong
En 1627 (el quinto año de reinado del rey Injo), al enfrentarse a un estado de guerra, fue instaurado en Ganghwa el Tongeoyeong (en hangul, 통어영; en hanja, 統禦營) para mandar las fuerzas navales en Gyeonggi y los Mares Amarillos, para defender el área de la capital y administrar campos de entrenamiento conjunto naval o Hapjo (en hangul, 수사; en hanja, 合操), que eran supervisados por cada monje provincial, el suba (en hangul, 수사; en hanja, 水使). Los ejercicios navales, llamados dosujo (en hangul, 도수조; en hanja, 道水操), eran maniobras necesarias para las batallas navales. Marineros e infantes de marina se ejercitaban al mando de sus oficiales para navegar durante las mareas de primavera, en febrero, y las mareas de otoño en agosto.

### Rangos
En los primeros días de la dinastía Joseon, los rangos de los oficiales de la marina estaban nutridos por comandantes navales de las tres provincias y comandantes navales de cada campamento marítimo. La tripulación de un barco estaba compuesta por remeros, artilleros, marineros, oficiales de bajo rango, tenientes y un capitán.
| Coreano           | Inglés                            | Función |
| ----------------- | --------------------------------- | --- |
| 삼도수군통제사    | Comandante de las Tres Provincias | Oficial de mayor rango en las fuerzas navales que comandaba las fuerzas navales en Gyeongsang, Jeolla y Chungcheong. |
| 수군절도사        | Comandante Naval de la Provincia  | Segundo oficial de mayor rango que comandaba las fuerzas navales de la provincia. |
| 첨절제사          | Comandante del condado            | Tercer oficial de mayor rango, al mando de la Infantería de Marina en los condados de la provincia. |
| 수군 만호         | Comandante naval                  | Cuarto oficial de mayor rango asignado a varios campamentos navales en cada provincia con la tarea de defenderse contra la invasión. Era un rango de oficial de Goryeo utilizado en los primeros días de la dinastía Joseon. El Sungun Manhobu era una oficina que administraba el Manho. Domanho era el segundo rango, Manho era el tercer rango y Bumanho el cuarto rango. El mandato de un Manho era de 900 días y generalmente era nombrado en función de su examen de artes marciales. |
| 선선              | Capitán                           | Oficial que comandaba un barco, una flota y una fuerza naval local. Un capitán comandaba las líneas delantera y trasera, pero no había capitanes para embarcaciones pequeñas como la línea de posta. |
| 선직              | Oficial de intendencia            | Oficiales que gestionaban los barcos anclados y evitaban que los barcos y su carga fueran robados. |
| 포도 도           | Maestro de armas                  | Oficiales encargados de los asuntos navales de un solo barco, cuyas instrucciones debía seguir cada marinero. |
| 기패관            | Teniente                          | Los oficiales que informan al capitán y transmiten órdenes a los marineros. También realizaban diversas funciones, como la manipulación de múltiples placas de pedido y documentos de identificación. |
| 훈도              | Sargento                          | Los oficiales de origen sangmin que entrenaban a marineros e infantes de marina en cada campamento naval. Un sargento debía saber escribir, calcular y aprender artes marciales como tiro con arco y combate cuerpo a cuerpo. El sargento también realizaba diversos trabajos administrativos en los buques de guerra y gestionaba las operaciones de primera línea y las tareas relacionadas con el combate.                                                                               |
| 사부 (사군, 사수) | Marinero                          | Un hombre que realiza diversos aspectos de la guerra naval, como navegación, náutica y armas a bordo, como un arco, un cañón de mano o un mosquete (o ambos). |
| 화포D             | Maestro de artillería             | Un marinero asignado a operar con los cañones. También se desempeñaban como armeros que manejaban técnicamente armas de pólvora. |
| 포수              | Artillero                         | Un marinero que cargaba y disparaba armas de fuego e iba armado con un arma de asta. |
| 능노군            | Remero                            | Un marinero que remaba en un buque de guerra. |

## Buques

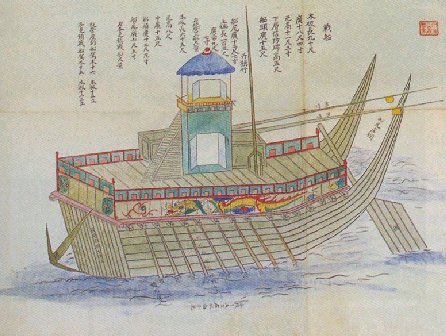
Los panokseons eran acorazados robustos y poderosos superiores a los buques japoneses durante la guerra Imjin.

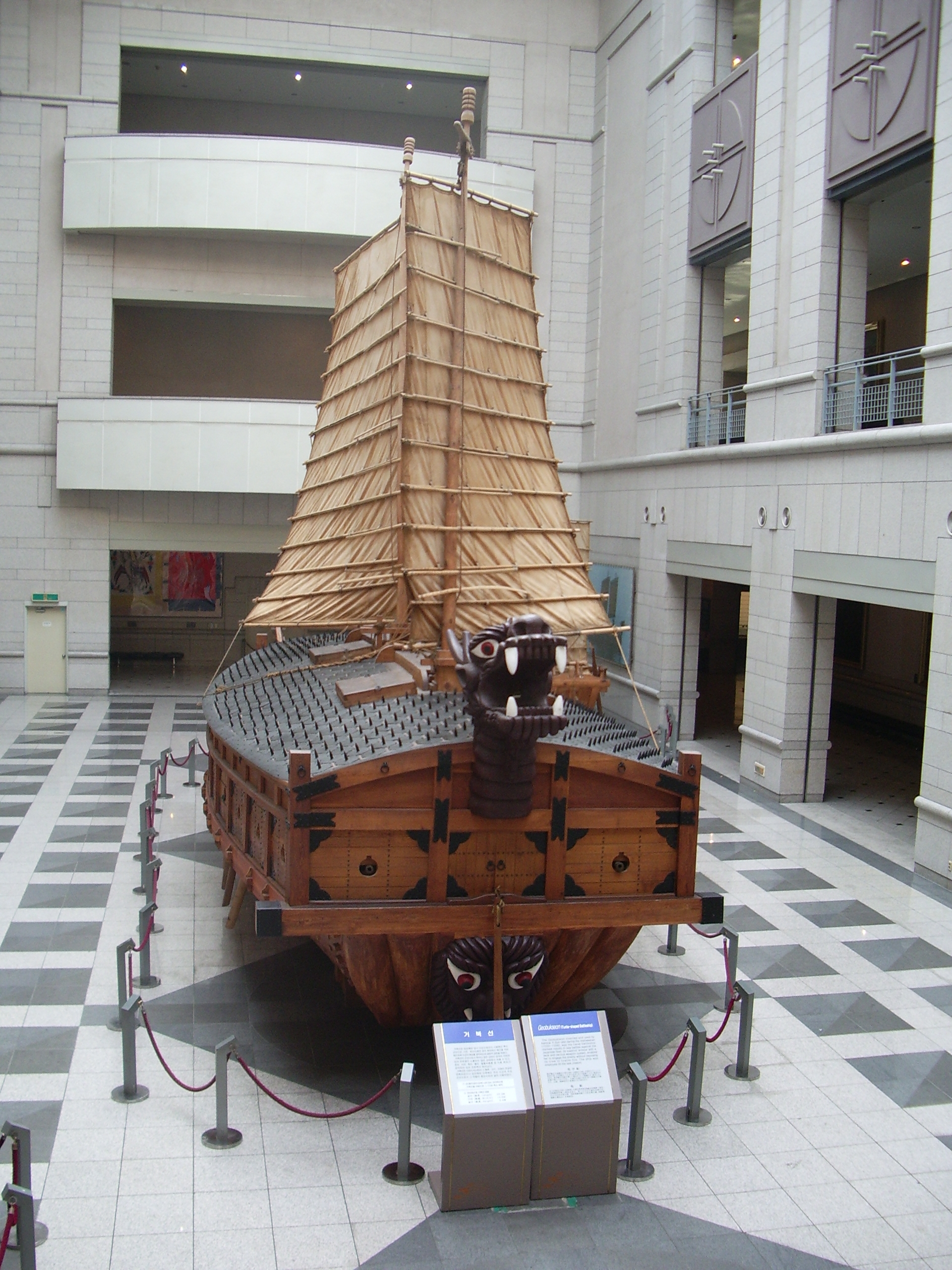
Una réplica moderna del barco tortuga.

Estos barcos estaban fabricados con dos tipos de madera: pino para el casco y roble para las piquetas y mástiles. Cada uno tenía dos mástiles y velas y estaban propulsados por entre ocho y diez remos a cada banda para maniobrar y aumentar la velocidad. Los barcos tenían de dos a tres cubiertas con cascos en forma de U que podían virar en su radio para disparar por los cuatro costados. Su quilla plana permitía la navegación costera con la marea baja, después de desembarcar o dentro de un muelle en aguas altas. También garantizaba una mayor movilidad y realizar cambios bruscos de rumbo en poco tiempo. También se utilizaron embarcaciones más pequeñas para misiones de reconocimiento, escaramuzas, transporte y brulotes. Estos barcos estaban destinados a mantener a raya a los piratas wakō y a los japoneses y se convirtieron en una fuerza poderosa durante la época de la dinastía Joseon.

### Dinastía temprana

#### Byeongjoseon
El byeongjoseon (en hangul, 병조선; en hanja, 兵漕船) fue un buque de guerra desarrollado durante la era del rey Sejo en tiempos de paz. Era un barco muy tradicional desarrollado para destacar el uso estándar de los buques de guerra para mantener la paz en las costas cuando la marina quedó inútil después del fin del rey Sejong. El byeongjoseon se desarrolló en tres tamaños: daebyeongjoseon, jungbyeongjoseon y sobyeongjoseon. El daebyeongjoseon transportaba entre 50 y 60 marineros y 800 libras de grano. El jungbyeongjoseon llevaba 50 hombres y el sobyeongjoseon llevaba 30 hombres. Estos barcos cayeron en desuso a medida que la Marina desarrolló buques de guerra más eficientes.

#### Maengseon
El maengseon (en hangul, 맹선; en hanja, 猛船) fue un buque de guerra que sucedió al byeongjoseon y sirvió desde la época del rey Seongjong hasta el rey Myeongjong. Tenía una cantidad adecuada de remos instalados en ambos bordos, y una cubierta dispuesta para que los soldados montaran y participaran en la batalla. El maengseon venía en tres tamaños: daemaengseon, jungmaengseon y somaengseon desplegados en bases navales. El daemaengseon era lo suficientemente grande para albergar a 80 marineros y, cuando se usaba como barco mercante, podía transportar 800 libras de grano. Sin embargo, el maengseon quedó inútil y no cumplió su papel como buque de guerra.

#### Byeolseon
El byeolseon (en hangul, 별선; en hanja, 別船) era un buque de guerra proyectado para reprimir la piratería wakō. La clase se componía de daebyeolseon, jangbyeolseon y sobyeolseon, y el número promedio de marineros a bordo era de alrededor de 30. El chuwabyeolmengseon y el chuwabyeolmengseon eran byeolseon especiales que perseguían a los wakō, pero sus funciones no han sido reveladas. Sin embargo, se cree que uno de ellos podía ser un barco especial como el barco tortuga. Otro tipo de byeolseon se llama waebyeolseon, pero este no era un barco wakō capturado, aunque estaba hecho como un barco pirata japonés para prácticas navales.

### Dinastía tardía

#### Panokseon
Un buque de guerra de varias cubiertas que llevaba al menos 26 cañones, y a veces hasta 50, con una tripulación de entre 50 y 60 remeros y marineros y otros 125 infantes de marina. Los remeros estaban relativamente seguros en la cubierta inferior, y los infantes en la superior tenían una ventaja de altura sobre el enemigo para disparar o evitar el abordaje del barco. La cubierta superior tenía una torre en el centro del barco que se utilizaba para el mando y la observación. La cubierta del panokseon era amplia y plana, lo que la hacía ideal para la instalación de cañones. Los panokseon se construían en diferentes tamaños; se estima que los más grandes oscilaban entre 21 y 30,5 m de eslora, y estaban provistos de una segunda fila de cañones para disparar una andanada y repeler a los atacantes.

#### Bangpaeseon
El barco escudo bangpaeseon (en hangul, 방패선; en hanja, 防牌船), llamado también bangseon (en hangul, 방선; en hanja, 防船) era un buque de guerra de tamaño mediano armado con seis cañones y que transportaba a 55 tripulantes (en su mayoría artilleros), a los que protegía de las flechas enemigas y del fuego de mosquete con un total de 31 pavisadas de una altura adecuada a ambos lados tenían dificultades para entrar. En 1555, el barco entró en servicio, pero no fue muy importante ya que no entró en acción durante la Guerra Imjin y las Invasiones Manchúes hasta el Rey Sukjong. La cantidad de escudos aumentó con el paso del tiempo. En 1770, el número de escudos era 97, más de 83 en los grandes buques de guerra.

#### Barco tortuga
Un barco de asalto revestido con placas blindadas hexagonales y púas que sobresalían de la parte superior, diseñado para embestir a barcos enemigos mientras disparaba a quemarropa. Su tripulación solía estar compuesta por entre 50 y 60 infantes de marina y 70 remeros. Estaba armado con 11 cañones a cada banda, y tenía dos ojos de buey a proa y popa. En la parte superior del barco, en la proa, había una cabeza de dragón utilizada como una forma temprana de guerra psicológica. Se utilizaba como un mecanismo que podía generar y liberar azufre para oscurecer la visión e interferir con las maniobras y coordinaciones adecuadas de las naves enemigas. También se podía emplazar un cañón en la boca del dragón. Los pesados cañones permitían a los barcos tortuga lanzar andanadas devastadoras.

### Otros barcos

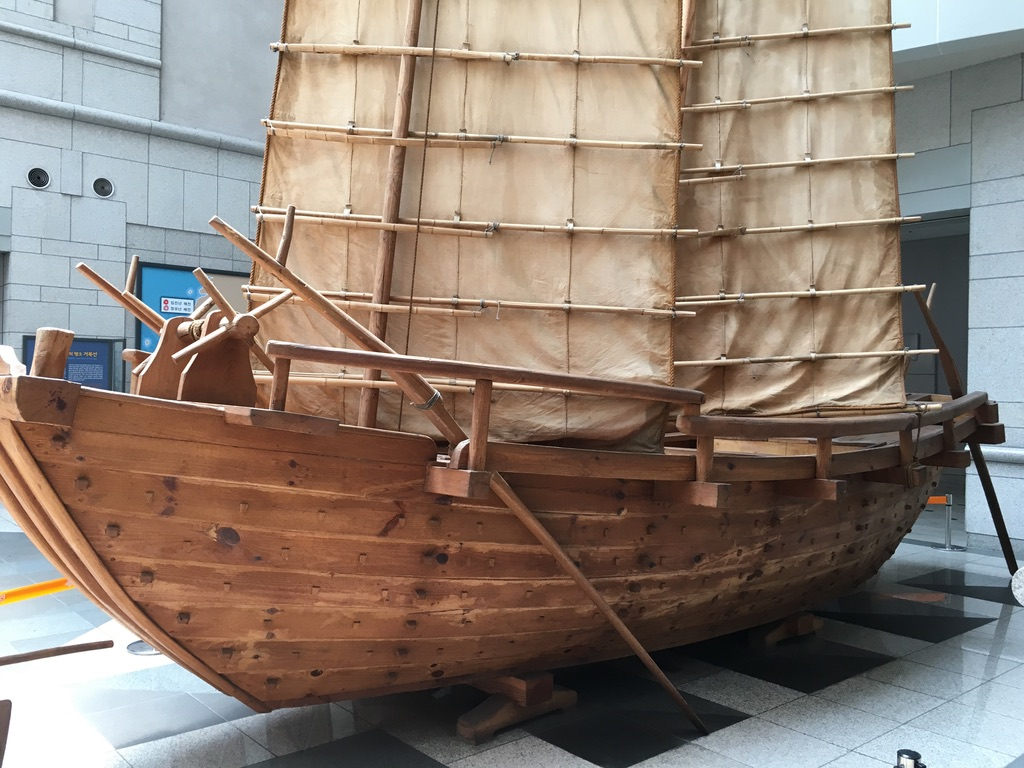
Un barco de pesca.

- Los beomseon (en hangul, 범선) eran veleros para pescar.
- Los bigeodoseon (en hangul, 비거도선) era un barco parecido a una barcaza, pequeño y rápido, para transportar suministros a barcos grandes y capturar a los japoneses en retirada. Desapareció casi por completo después de la Guerra Imjin.
- El byeongseon (en hangul, 병선) era un pequeño buque de guerra que escoltaba a navíos de guerra grandes y medianos y servía como barco auxiliar que transportaba suministros y tropas.
- El geomseon (en hangul, 검선) era una evolución del gwaseon de la era Goryeo (en hangul, 과선; en hanja, 戈船). Tenía púas de hierro en el techo como el barco tortuga, pero el geomseon era más pequeño y por lo general tenía una dotación de unas 15 personas.
- El hyeopseon (en hangul, 협선) era un barco auxiliar de escolta de un gran buque de guerra. Su función era principalmente de reconocimiento en los primeros días de la Guerra Imjin. Luego pasó a la comunicación con tierra, y al transporte de materiales a un barco en construcción y civiles.
- El nuseon (en hangul, 누선) era un gran buque de guerra con un pabellón.
- El sahuseon (en hangul, 사후선) era un barco explorador que navegaba delante de la flota para observar los movimientos del enemigo.

## Infantería de Marina
La Armada de Joseon tenía varias unidades de infantería naval responsables de abordar y capturar buques enemigos y defender sus barcos durante las batallas navales. Estas unidades eran conocidas como haejang o haejangdae en coreano, que significa «soldados de mar» o «tropas navales». Las unidades haejang normalmente estaban formadas por soldados fuertes y hábiles entrenados en combate terrestre y marítimo. Estaban equipados con varios tipos de armamento: espadas, lanzas, arcos y flechas y armas de fuego. Una de las unidades haejang más conocidas fue el Geobukseon Haejang, compuesto por soldados que sirvieron en los famosos barcos tortuga (Geobukseon). Los Geobukseon Haejang eran muy hábiles en el combate cuerpo a cuerpo y eran conocidos por su valentía y tenacidad en la batalla. Otras unidades haejang de la Armada de Joseon eran el Jangsa Haejang, compuesto por soldados que sirvieron en los buques de guerra más grandes de la marina, y el Changdae Haejang, un término general para las unidades de infantería naval que servían en barcos y barcos más pequeños. El Sujebi Haejang era una unidad de infantería responsable de abordar y capturar barcos enemigos. Eran conocidos por su agilidad y capacidad para moverse rápidamente sobre las cubiertas de los barcos enemigos. Los Sujebi Haejang estaban altamente entrenados en combate cuerpo a cuerpo y estaban equipados con espadas, lanzas y otras armas. El Hwacha Haejang era una unidad de artillería naval particular que operaba el hwacha, un lanzacohetes que utilizaba la Armada de Joseon. El hwacha podía disparar varios cohetes simultáneamente y era un arma muy eficaz contra barcos enemigos. Los Hwacha Haejang estaban altamente entrenados en el uso de esta arma y eran considerados una de las unidades más importantes de la Armada Joseon.

### Unidades de élite
La Armada de Joseon tenía varias unidades de élite altamente capacitadas y entrenadas para propósitos específicos. El Haebyeong era una fuerza naval especial de la dinastía Joseon que se encargaba de defender las costas y puertos de Corea. Eran conocidos por su experiencia en defensa costera y estaban equipados con cañones, mosquetes y espadas. Los Haebyeong eran muy respetados y considerados una de las unidades militares más importantes de la Armada Joseon.
El Sujangdae, también conocido como Sujeongdae, fue un tipo de unidad de artillería naval de la dinastía Joseon. El nombre 'Sujangdae' significa literalmente «unidad de flecha de agua» en coreano, y la unidad era responsable de operar un tipo de cañón naval conocido como sujanggun. Era un cañón multitubo que podía disparar varios proyectiles simultáneamente. Se utilizaba normalmente para batallas navales y defensa costera y era conocido por su precisión y eficacia en combate. Los Sujangdae eran muy hábiles en el uso de esta arma y eran responsables de cargar, apuntar y disparar el cañón durante las batallas. Además del sujanggun, los Sujangdae también fueron entrenados para utilizar otros tipos de artillería naval, incluidos cohetes y cañones. Se los consideraba una unidad de élite altamente especializada de la Armada de Joseon y desempeñaban un papel esencial en la defensa de las costas y puertos de Corea.
El Suyeongsa fue una unidad especial dentro de la Armada de Joseon. El término 'suyeongsa' significa literalmente «división fantasma del agua» y la unidad estaba compuesta por comandos navales altamente capacitados que estaban entrenados en combate y reconocimiento submarino. Se les encomendó la tarea de realizar operaciones encubiertas, como sabotaje, espionaje e infiltración. Los Suyeongsa eran muy respetados por su valentía y habilidad, y desempeñaron un papel fundamental en muchas batallas navales durante la dinastía Joseon. Eran conocidos por su capacidad para nadar largas distancias bajo el agua y por el uso de armas y equipos especializados, como arpones, cuchillos y dispositivos de respiración subacuática fabricados con vejigas de animales. Los Suyeongsa también eran conocidos por su estricto código de honor y disciplina. Se les exigía que pasaran por un entrenamiento riguroso y se esperaba que demostraran una lealtad inquebrantable hacia sus comandantes y compañeros soldados. En reconocimiento a su servicio, a los miembros de Suyeongsa se les concedieron privilegios especiales, como la exención de impuestos y del servicio militar, y se les concedió un alto estatus en la sociedad. Una de las funciones principales del Suyeongsa era realizar misiones de reconocimiento submarino y adquisición de datos de inteligencia. Nadaban sin ser detectados hasta barcos y puertos enemigos y recopilaban información sobre los movimientos y defensas del enemigo. También colocaban explosivos en barcos e infraestructura enemigos para interrumpir sus operaciones. Otro papel importante del Suyeongsa fue participar en combates submarinos. Usaban sus armas y equipos especializados para atacar barcos y tropas enemigas y sabotear la infraestructura enemiga. Los Suyeongsa fueron particularmente eficaces a la hora de interrumpir las operaciones navales enemigas, ya que podían atacar desde ángulos inesperados y sorprender a sus oponentes con la guardia baja.

## Equipo

### Uniformes
Los marineros y oficiales militares vestían uniformes militares, kunbok (en hangul, 군복; en hanja, 軍服). Los remeros, artilleros, arqueros y marines vestían túnicas militares negras, llamadas hyeopsu (en hangul, 협수; en hanja, 夾袖) con ribetes blancos. Pero los artilleros, arqueros e infantes de marina en cubierta llevaban chalecos largos sin mangas de color azul claro, los jeonbok (en hangul, 전복; en hanja, 戰服). Los chalecos rojos representaban a los maestros de armas y los chalecos amarillos eran para las bandas militares. Los oficiales comisionados (generalmente yangban militares) vestían un abrigo de oficial militar rojo y amarillo, el dongdari (en hangul, 동다리; en hanja, 同多里) para oficiales de rango medio alto y dongdari rojo y azul para oficiales de rango menor con un jeonbok negro y un cinturón militar, el jeondae (en hangul, 전대; en hanja, 戰帶). Durante las emergencias y tiempos de guerra, los oficiales, los oficiales navales y los infantes de marina vestían ropa de guerra, el yungbok (en hangul, 융복; en hanja, 戎服) con un cheolrik (en hangul, 철릭; en hanja, 天翼) para distinguir el rango por colores. El yungbok rojo con cinturón militar azul lo vestían los oficiales de alto rango. El yungbok azul con un cinturón militar rojo era para los oficiales de rango medio. El yungbok negro con un cinturón militar negro representaba a los oficiales de rango subalterno y a los soldados y caballería de élite. Los oficiales de alto y medio rango llevaban sombreros llamados jeonrip. Los marineros y oficiales de bajo rango llevaban sombreros llamados beonggeoji o jukeon.

### Armadura
Los marineros no llevaban armadura ni casco. Sin embargo, la política militar de Joseon exigía que los marineros y los infantes de marina proporcionaran sus propias armaduras. La armadura acolchada se llamaba eomshimgap (en hangul, 엄심갑; en hanja, 掩心甲), y el casco acolchado eomshimju (en hangul, 엄심주; en hanja, 掩心冑); estaban hechos de capas de algodón, placas de hierro y cuero, o solo uno de estos dos materiales, y eran populares entre arqueros y artilleros porque ofrecían protección corporal a precios bajos. Los conjuntos de armaduras de cuero que usaban los marineros se llamaban pigabju (en hangul, 피갑주; en hanja, 皮甲胄). Los oficiales navales superiores y los infantes de marina llevaban una forma tradicional de armadura coreana que persistió con las influencias de los mongoles durante los siglos XIII y XIV, la armadura laminar o jalgap (en hangul, 찰갑; en hanja, 札甲). Era un conjunto completo de armadura metálica. Estaba compuesto por un casco que se asemejaba a los sombreros de caldera europeos con defensas para el cuello de malla o láminas, una armadura que llegaba hasta los muslos o las rodillas y un conjunto de hombreras que protegían la parte superior del brazo.
Durante la dinastía tardía, el dujeonggap (en hangul, 두정갑; en hanja, 頭釘甲) era el equivalente coreano de bergantina. Los oficiales de alto rango llevaban balanzas de latón y los oficiales de rango medio-bajo las llevaban hierro. Todos los infantes de marina vestían bergantina hecha de capas de algodón, y las placas tejidas en la bergantina eran de hierro, cobre o cuero. Se convirtió en la forma principal de armadura coreana y, cuando se usaba, a menudo llegaba hasta debajo de las rodillas. El casco tenía forma cónica y con tres solapas de brigandina que protegían los costados y la parte posterior de la cabeza.

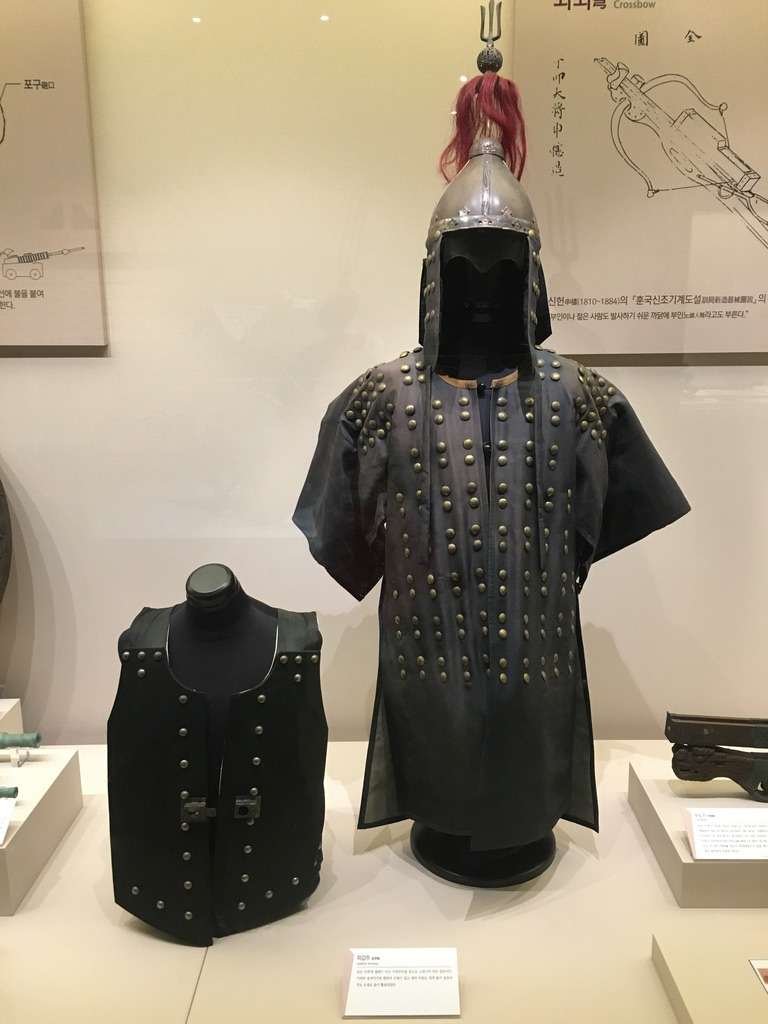
Conjuntos de armaduras de cuero, Pigabju, usadas por marineros e infantes de marina.
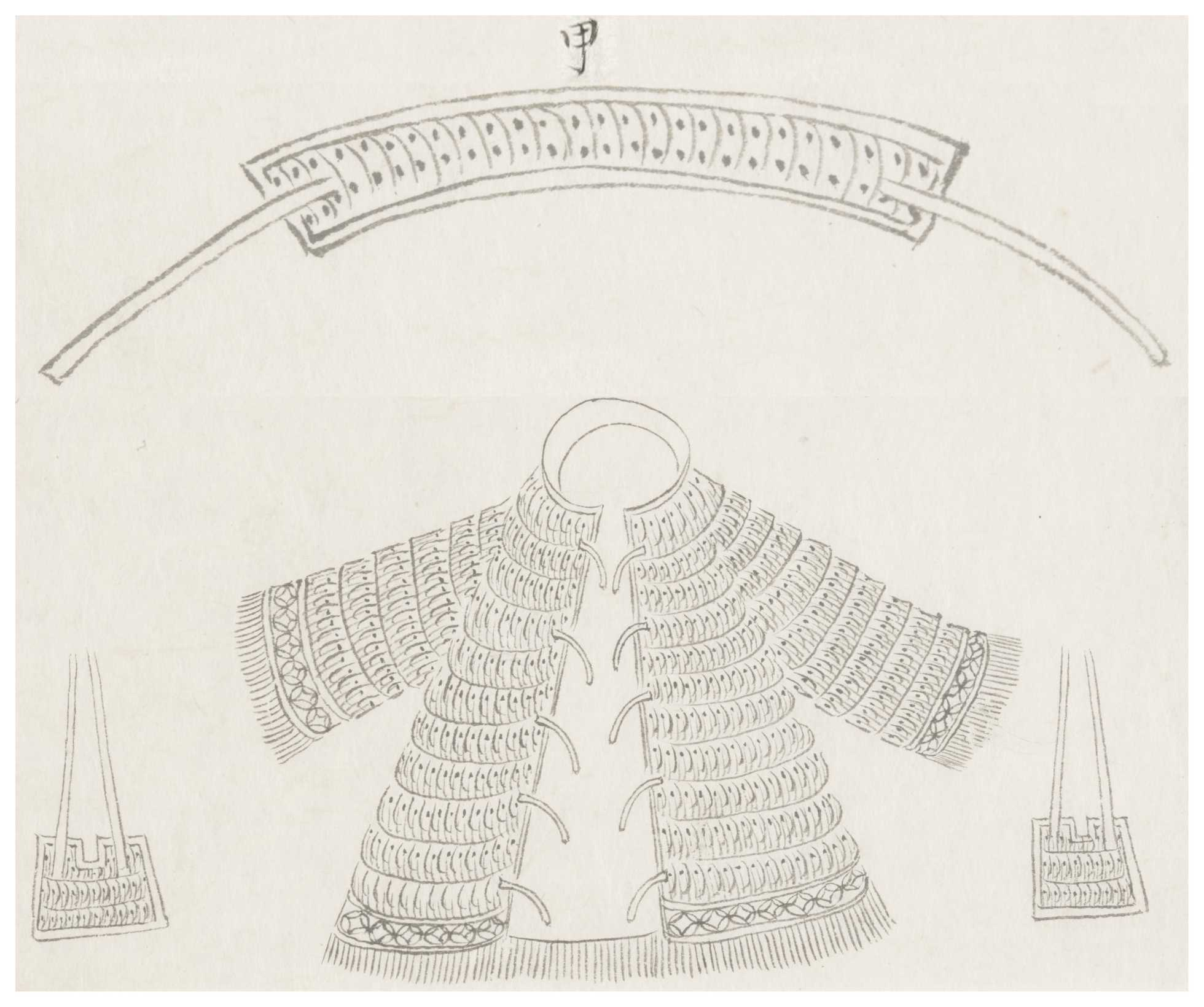
Jalgap, la armadura laminar de Joseon que usaban los oficiales superiores y los marines.
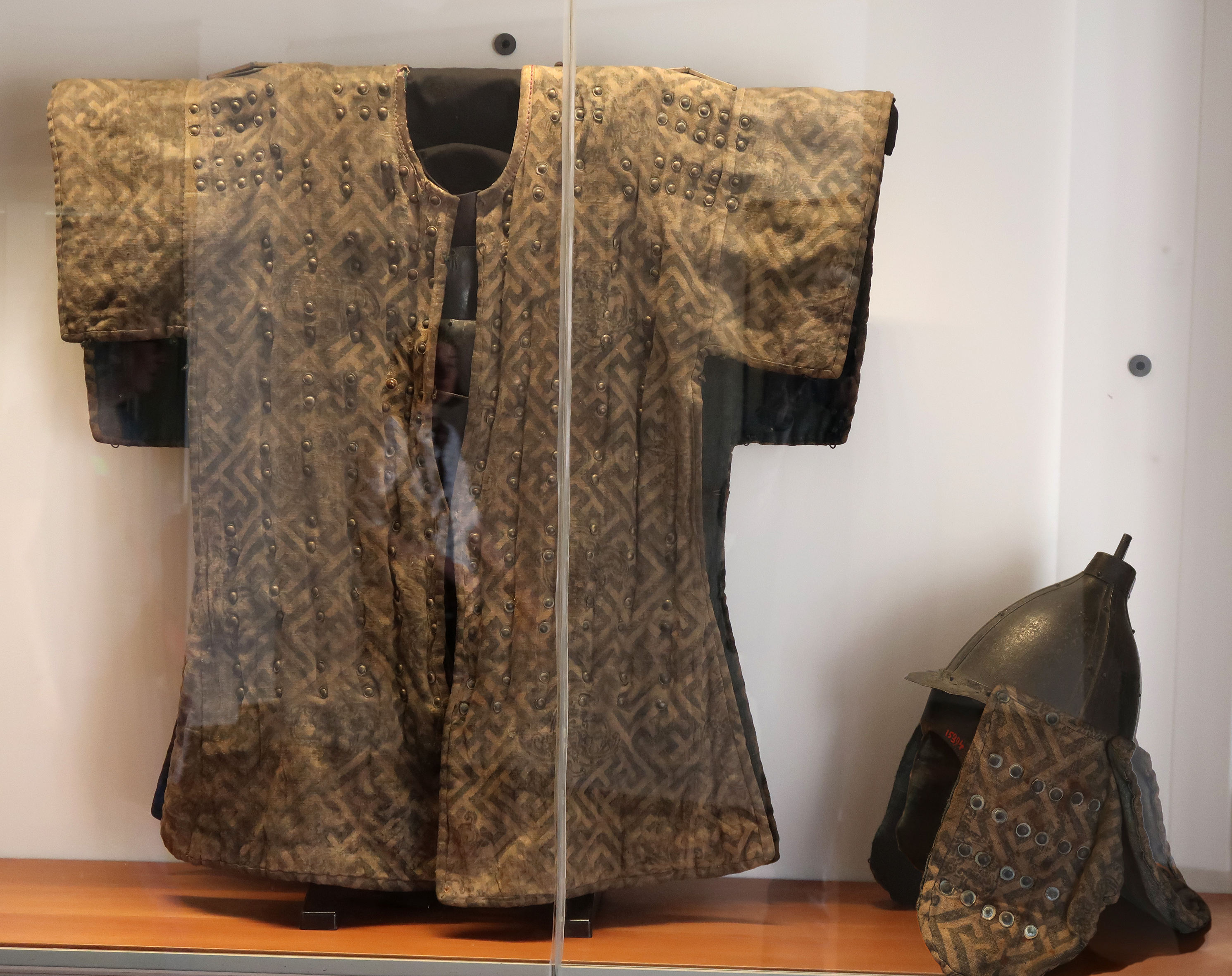
Armadura y casco. Período Joseon, siglo XIX. Museo Guimet.
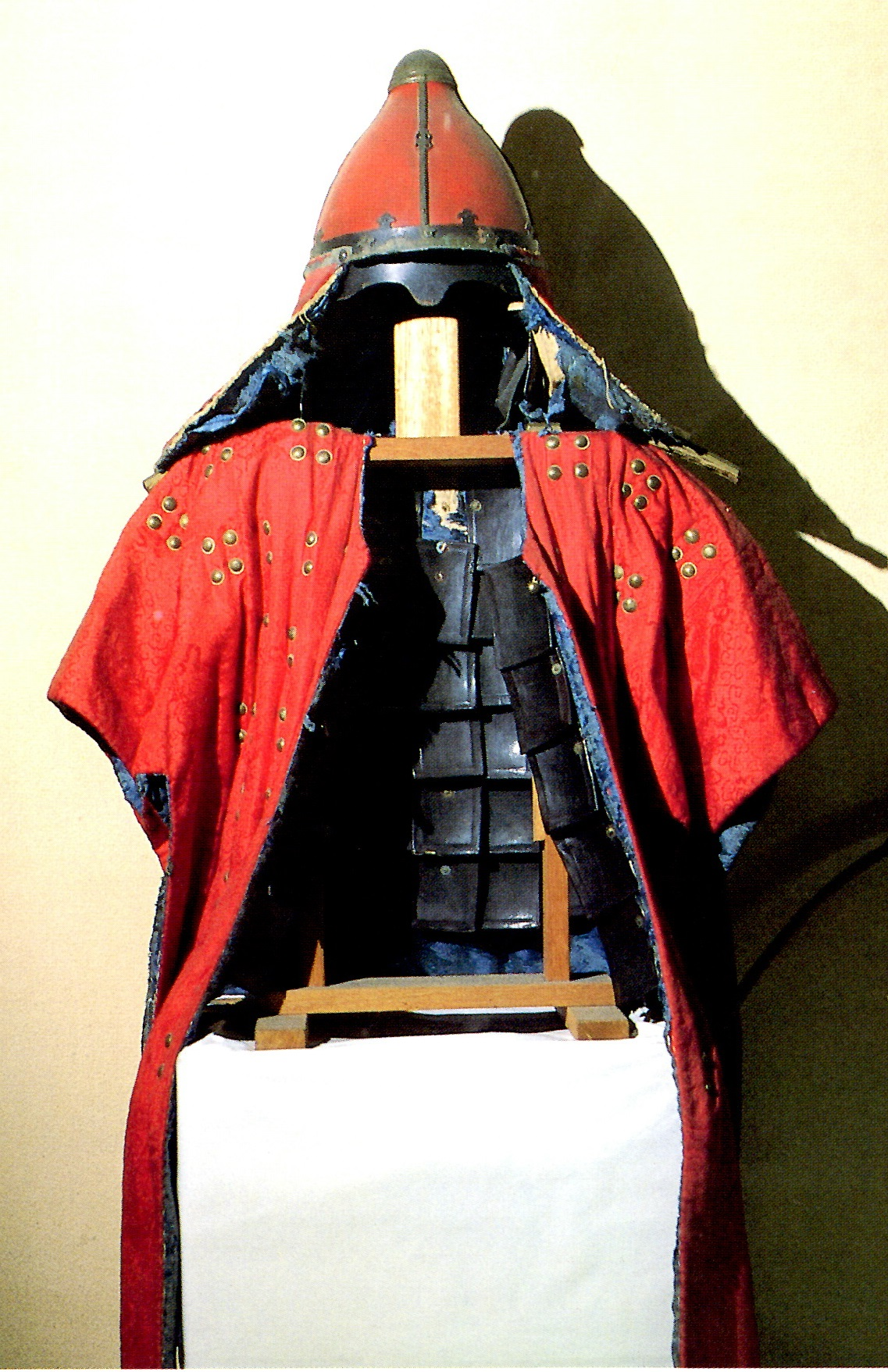
Dujeong-gap de la dinastía Joseon
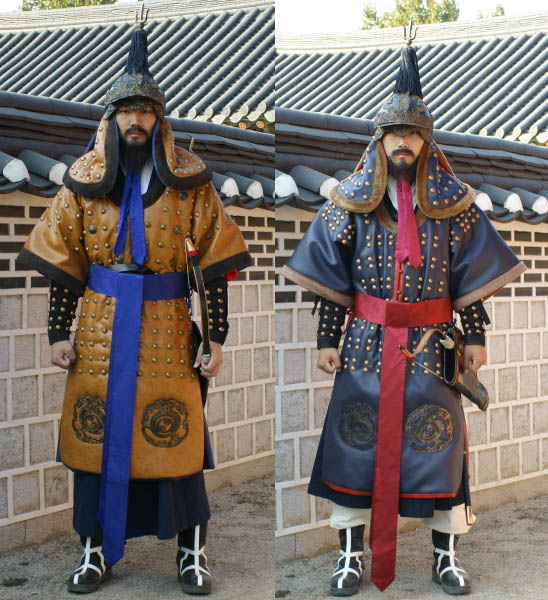
Recreadores modernos vistiendo un conjunto completo de Dujeong-gap. Aunque convencionalmente se muestra en rojo, la tela puede ser de varios colores.
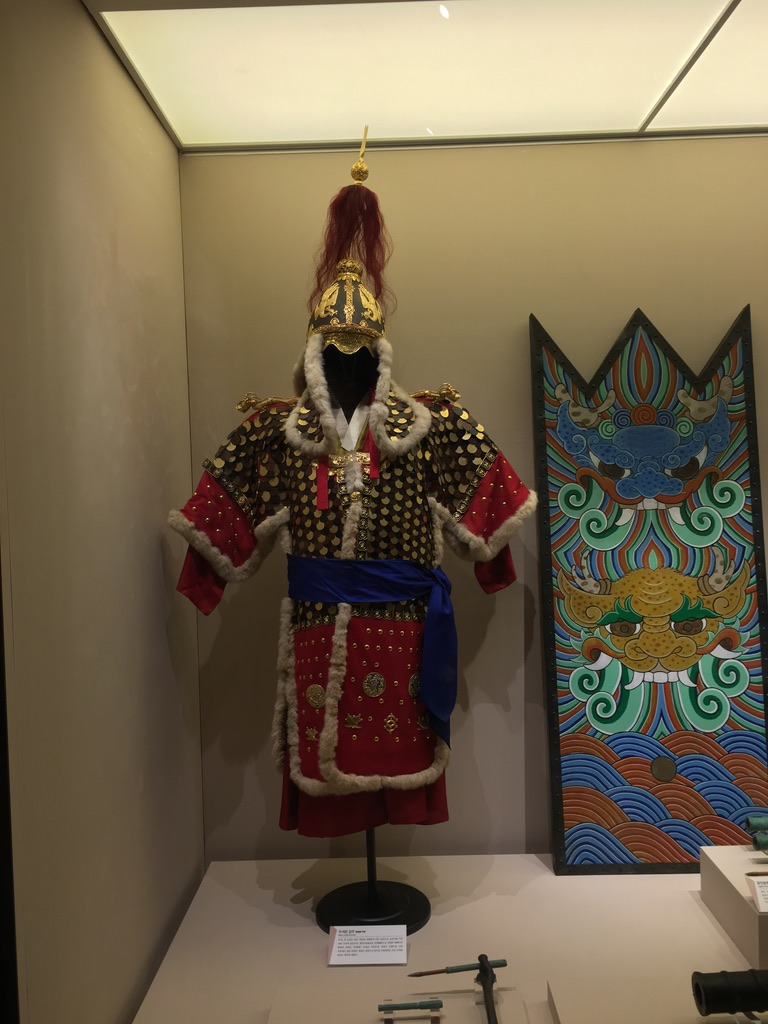
Armadura de escamas de latón usada por oficiales militares.

### Armas para el combate cuerpo a cuerpo
La espada coreana estándar era el hwando, una espada curva corta y ligera comúnmente utilizada por los infantes de marina de Joseon durante tiempos de paz. La lanza coreana estándar era el dangpa, un tridente de tres puntas con una punta de lanza en el medio que se usaba para atrapar la espada de un enemigo entre dos de las tres puntas. Otra arma de asta utilizada en la marina fue el jangchang (en hangul, 장창; en hanja, 長槍), una lanza de cuatro metros que se empuñaba para empujar y tirar mientras se movía hacia adelante y hacia atrás. Pero debido a su gran longitud no se podía usar esta lanza para arrojar. El woldo era un arma de asta de hoja curva de 3 metros con una púa en el extremo del mango y una borla o pluma unida a la hoja. También llevaban un pengbae (en hangul, 팽배; en hanja, 彭排), un escudo redondo, o un deungpaea (en hangul, 등패; en hanja, 藤牌), un escudo de ratán junto con una espada.

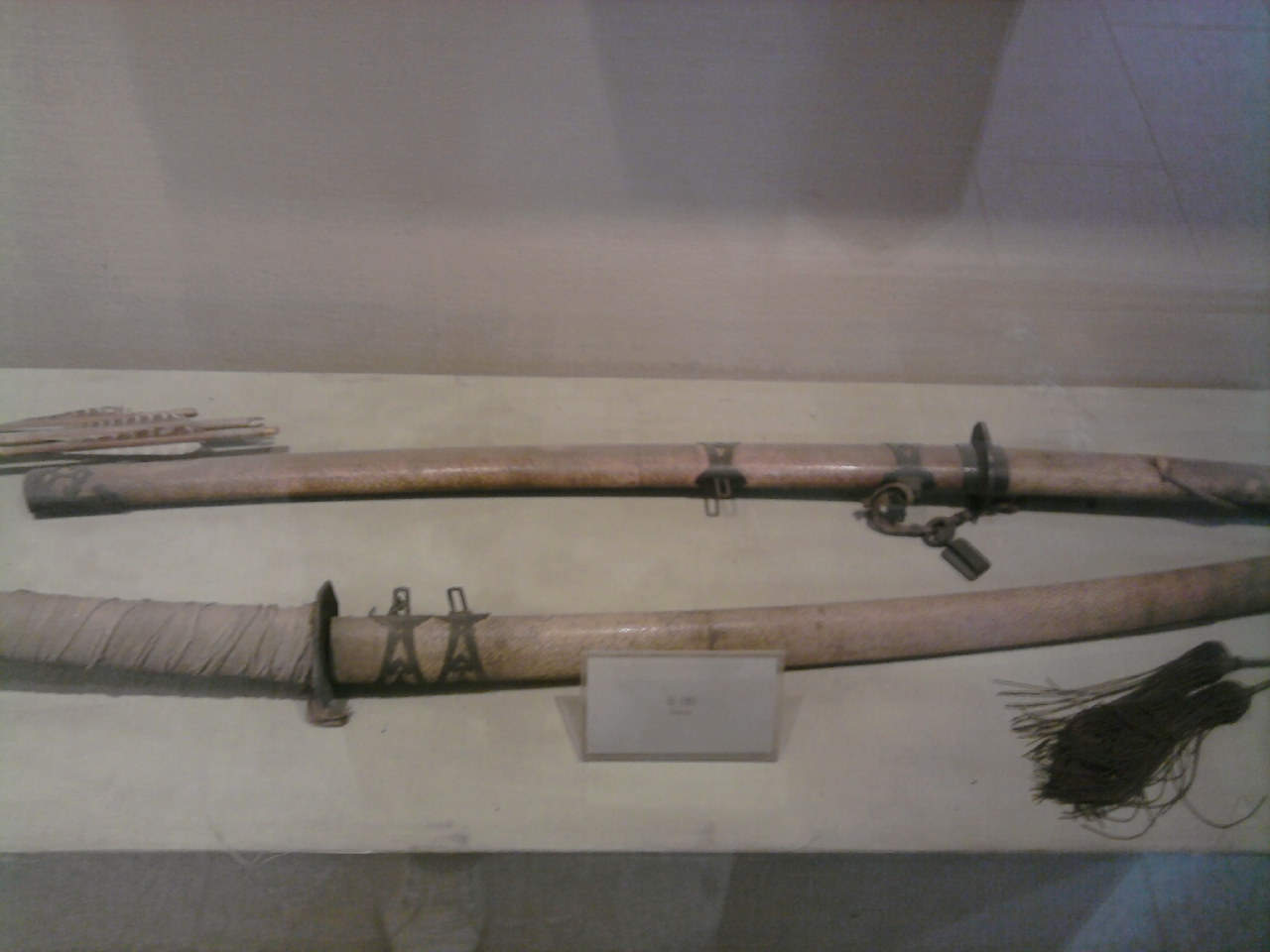
Hwando, espada estándar del ejército de Joseon.
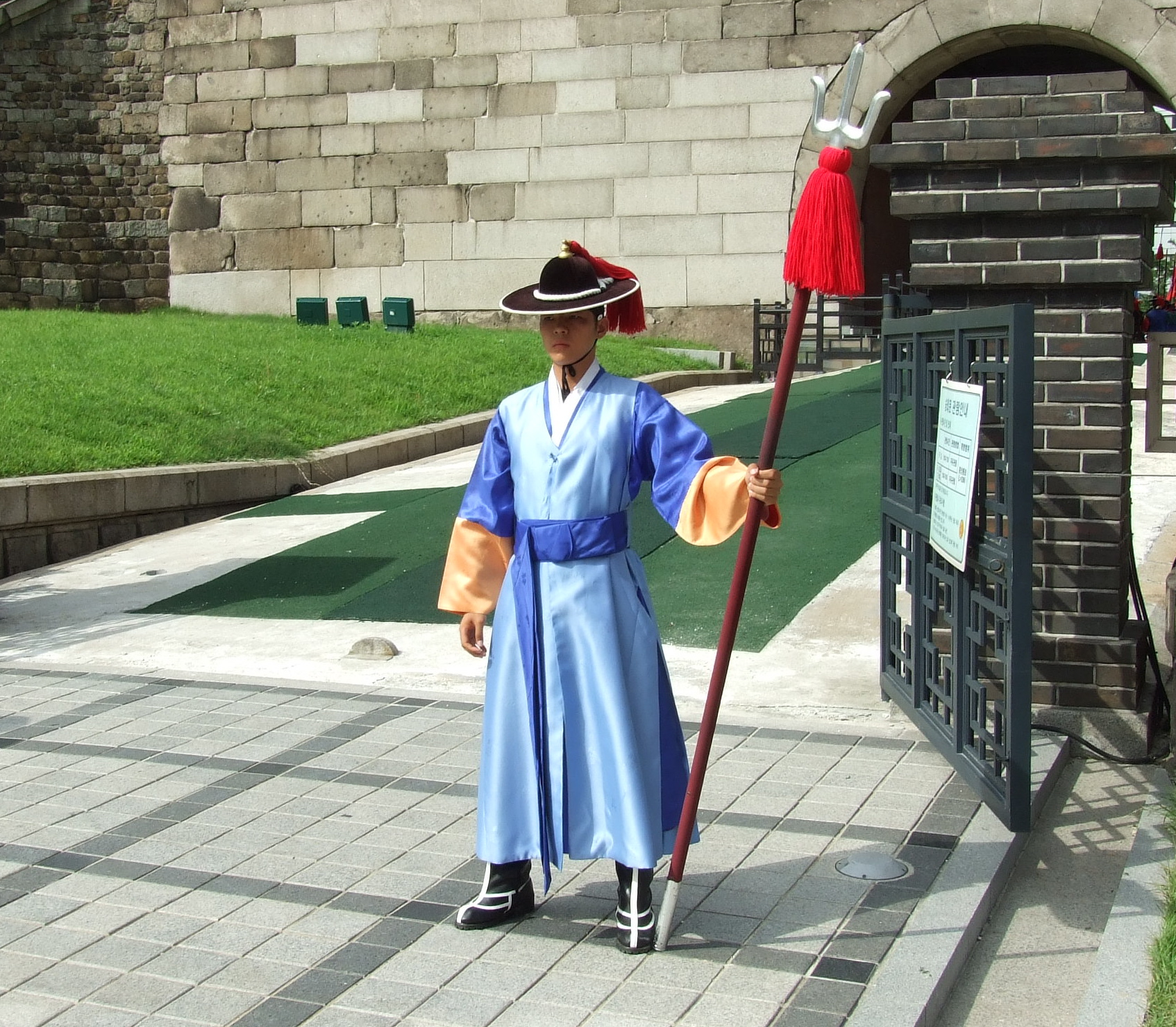
Dangpa, arma de asta estándar del ejército de Joseon
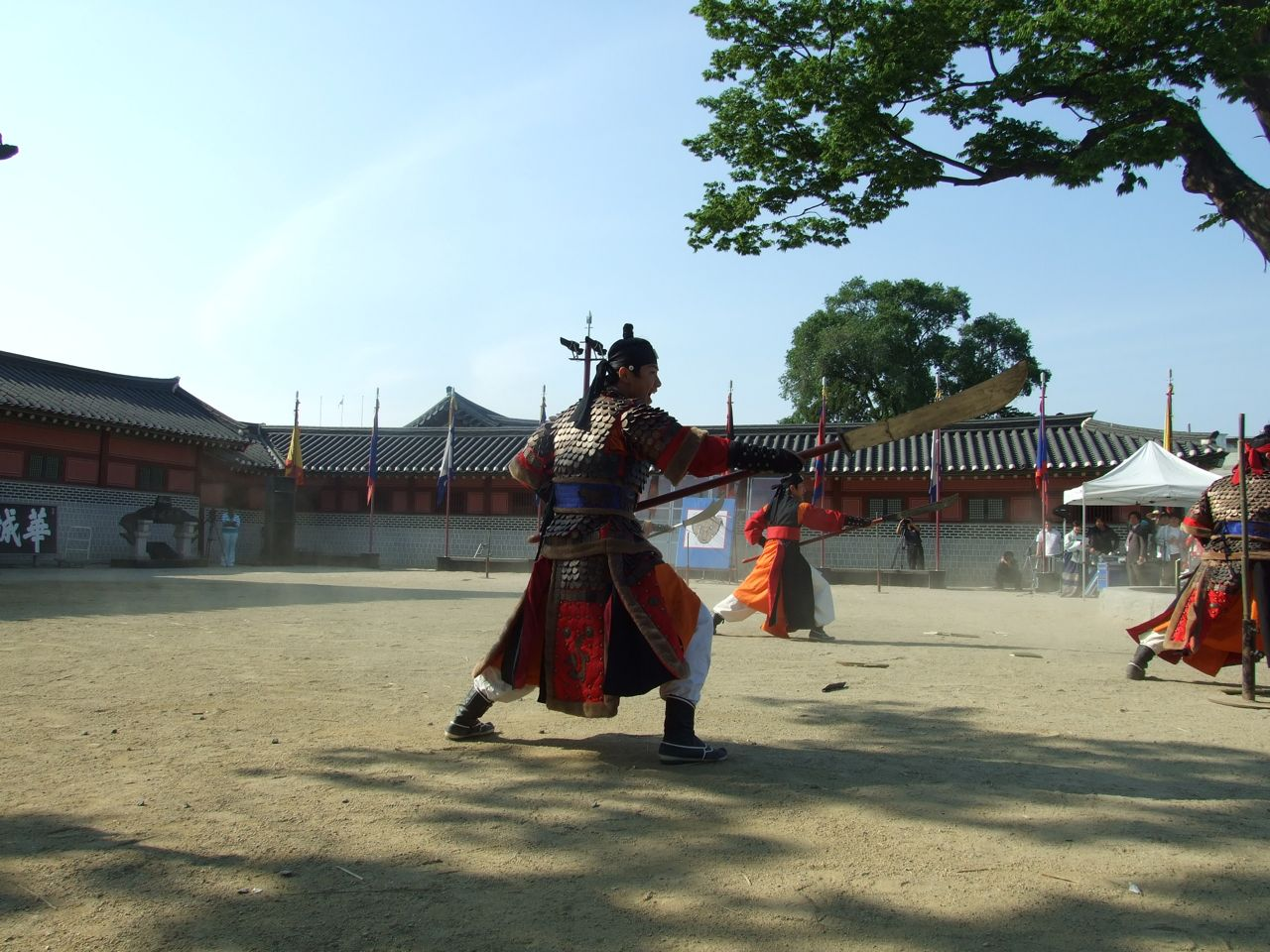
Woldo, un arma de asta
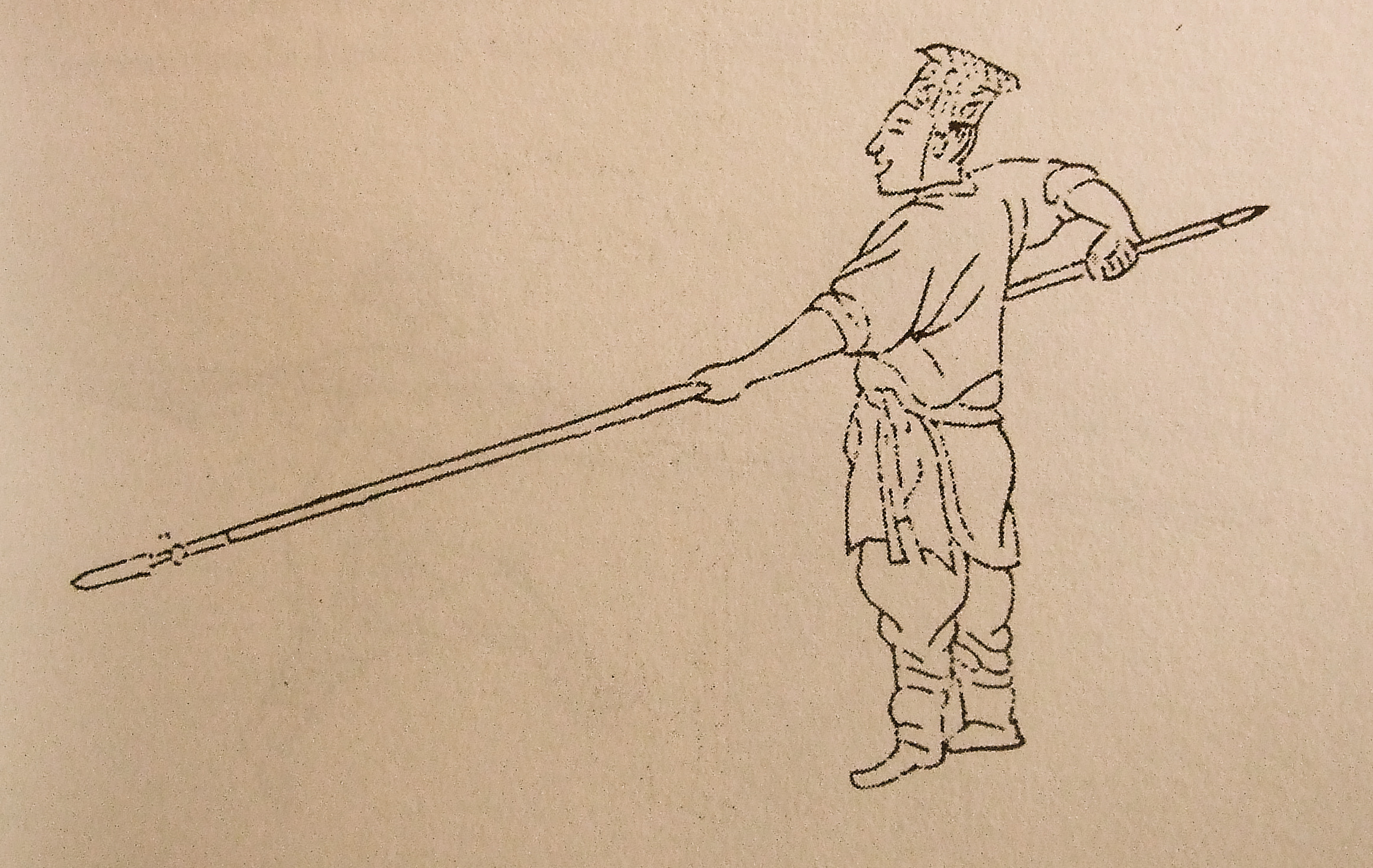
Jangchang, una lanza larga
Escudos de la dinastía Joseon, dos tamaños de Pavises y un Pengbae, el escudo redondo.
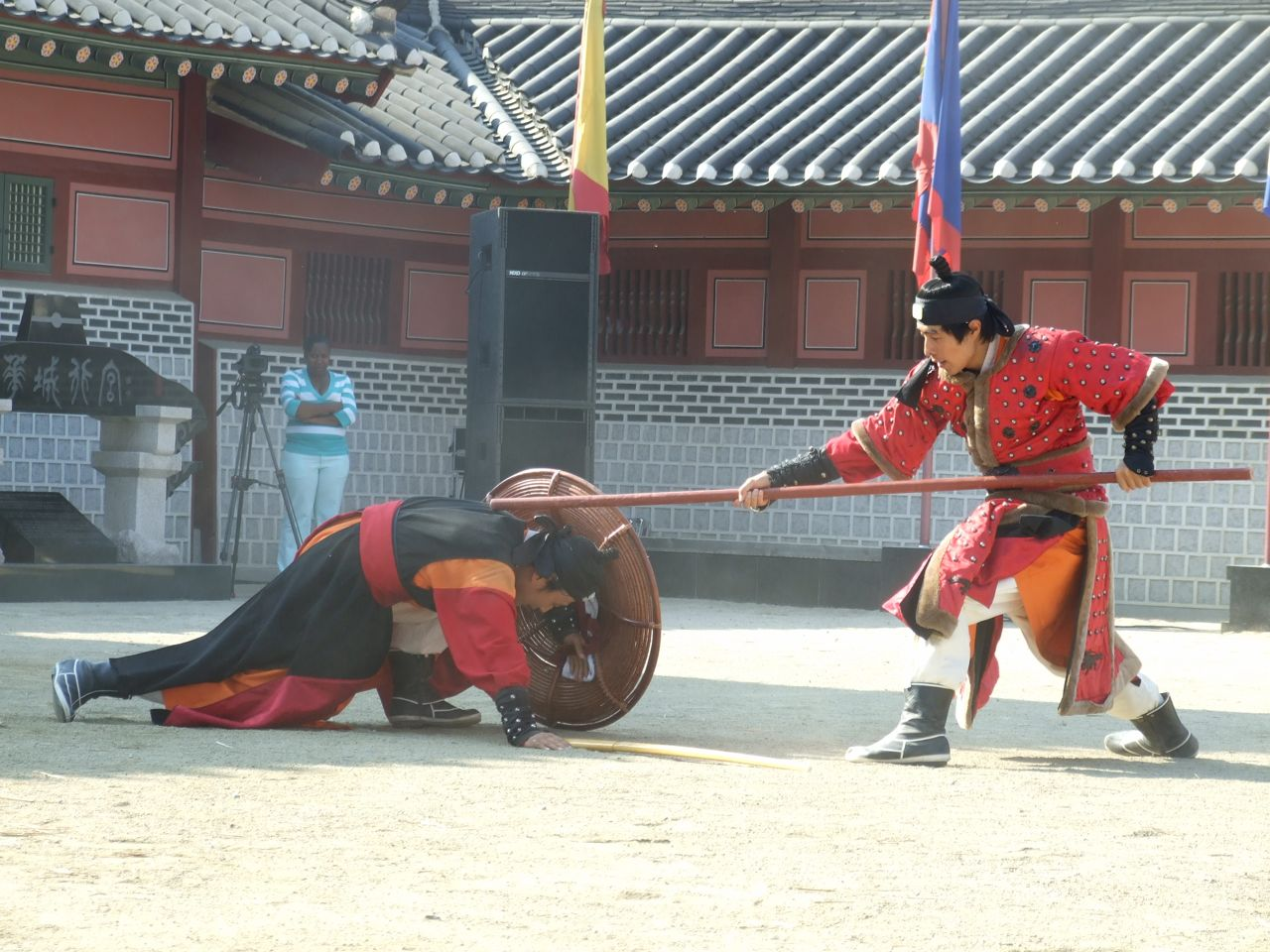
Deungpae, un escudo de ratán

### Armas de tiro

#### Tiro con arco

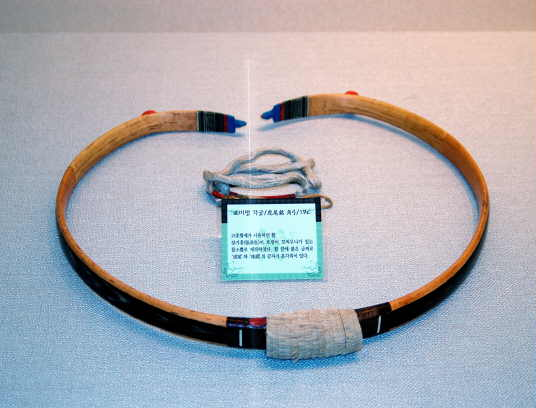
Gakgung, el arco estándar del ejército de Joseon

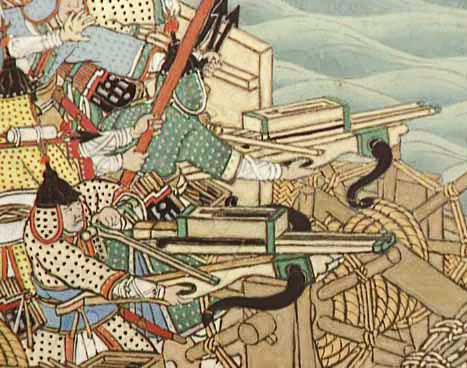
Pergamino de batalla naval que representa a soldados coreanos utilizando ballestas recurvas de repetición durante la Guerra Imjin.

Los marineros y oficiales de Joseon a menudo luchaban como arqueros con sus arcos, que tenían un alcance de 450 metros. Los arqueros también usaban el pyeonjeon, una flecha corta, y la tongah para ayudar a guiarla como parte del equipo estándar de los arqueros de la era Chosun. Podían disparar a una distancia de 350 metros con trayectorias más planas, mayor velocidad y poder de penetración que las flechas normales. Sus carcajes contenían 20 flechas y 10 flechas pyeonjeon. También utilizaban ballestas tradicionales y de repetición.

#### Armas de fuego
En 1395 se utilizaban varias armas: una serie de cañones llamados daejanggunpo, ijanggunpo y samjanggunpo, un mortero para disparar proyectiles llamado jillyeopo, una serie de cohetes yuhwa, juhwa y chokcheonhwa, que fueron los precursores del singijeon, y una pistola de señales llamada shinpo. Estos cañones experimentaron mejoras durante el gobierno de Taejong, gracias, entre otros responsables, al trabajo de Choe Hae-san, hijo de Choe Mu-seon.
Los coreanos utilizaban además las hwacha, que consistían en un carro de dos ruedas que llevaba una tabla llena de agujeros en los que se insertaban los singijeon. Cada una podía disparar hasta 200 singijeon, un tipo de flecha de cohete, de forma simultánea. Existía también tenía una variante llamada munjong hwacha, que podía disparar 100 flechas de cohetes o 200 pequeñas balas Chongtong a la vez con módulos intercambiables. La marina los usó en panokseons bajo el mando del almirante Yi Sun-sin para atacar barcos japoneses.
Los nombres Cheon («cielo»), Ji («tierra»), Hyeon («negro») y Hwang («amarillo» o «dorado») no son significativos, ya que son los primeros cuatro caracteres del Clásico de los Mil Caracteres. Su hijo, Sejong, también realizó muchas mejoras y aumentó el alcance de estos cañones (llamados hwapo y más tarde hwatong, «tubo de fuego» y chongtong, «tubo de pistola». La seungja («arma de la victoria») era un chongtong que servía como arma estándar coreana. Constaba de un cañón similar a una escopeta de mano unido a un bastón que disparaba una flecha grande, una bala y 15 perdigones pequeños al encender una mecha. Los artilleros también llegaban a utilizar el seungja chongtong como garrote a dos manos en combate cuerpo a cuerpo. Otra variante era el soseungja chongtong, un cañón de mano sujeto a una culata que disparaba una bala y una flecha grande, pero al igual que el seungja solo podía disparar encendiendo la mecha. En 1596, los seungja fueron eliminados en favor de mosquetes y arcabuces de estilo japonés. Los coreanos los llamaban jochong (조총/鳥銃). A principios del siglo XVI, el bullanggi (불랑기/佛狼機), un cañón giratorio de retrocarga, fue introducido en Corea desde Portugal a través de China. Se clasificaba en tamaños decrecientes del 1 al 5. Los pequeños pero poderosos cañones de esta época fueron ampliamente utilizados durante las invasiones japonesas de Corea (1592-1598) tanto por la Armada como por el ejército de Joseon. Además, se contaba con morteros; los utilizados en esta época eran chongtong-wan'gue, byeoldae-wan'gu, dae-wan'gu, jung-wan'gu y so-wan'gu. Estas piedras disparadas o el bigeukjincheon eran proyectiles explosivos sincronizados. Fueron muy eficaces contra los barcos japoneses de construcción más débil. El Nanjung Ilgi dice que muchos capturados y utilizados por los japoneses desarrollaron todo su potencial. El Hong'ipo (en hangul, 홍이포 (en hanja, 紅夷砲) fue un cañón introducido desde los Países Bajos por Hendrick Hamel y otros en la década de 1650. Joseon también utilizó este cañón durante la campaña francesa de 1866 contra Corea, la expedición estadounidense de 1871 a Corea y el incidente de la isla Ganghwa del 20 de septiembre de 1875.

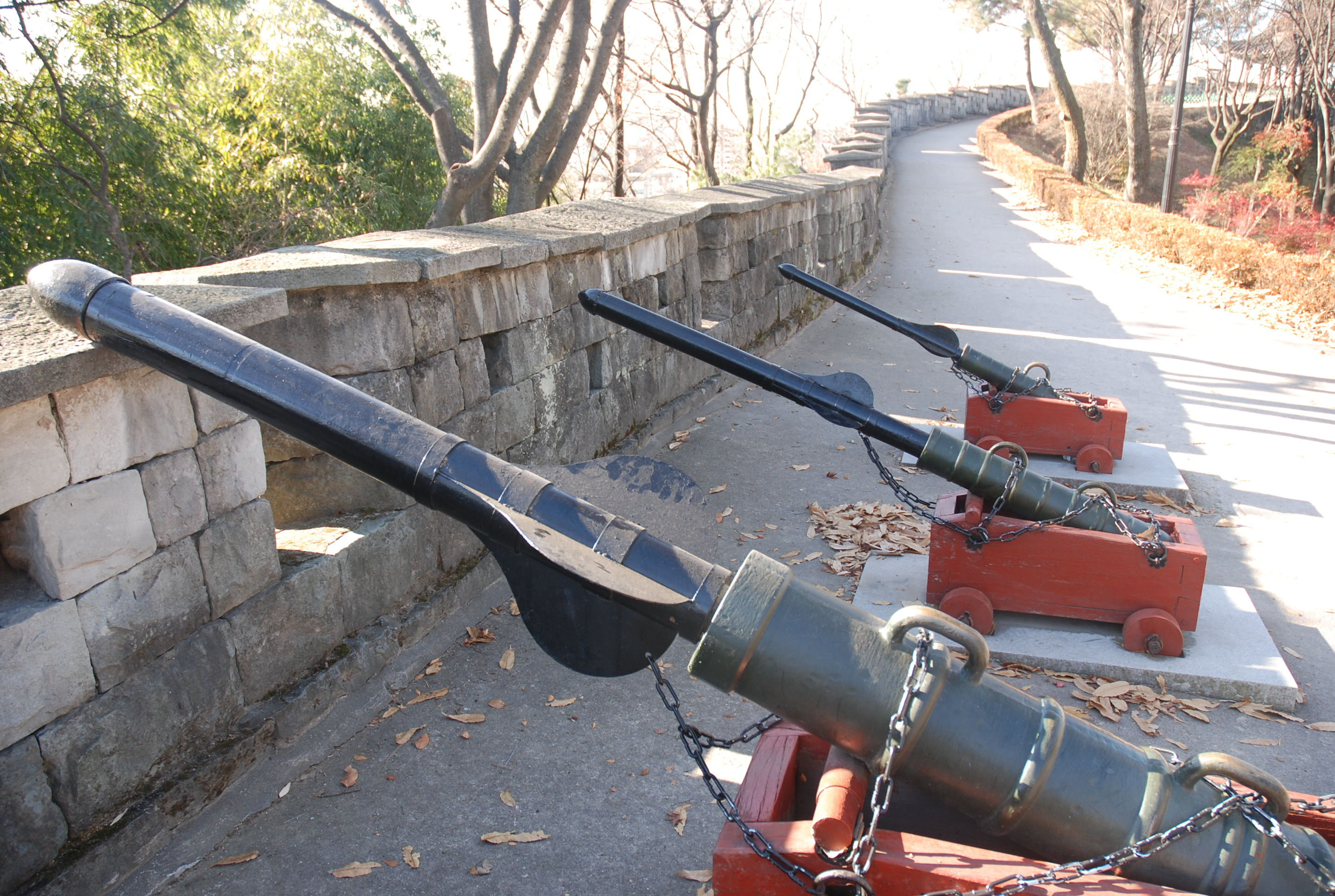
Tres grandes chongtong en el museo de la Fortaleza Jinju. El más cercano es un cheonja-chongtong, el segundo es un jija-chongtong y el tercero es un hyeonja-chongtong.
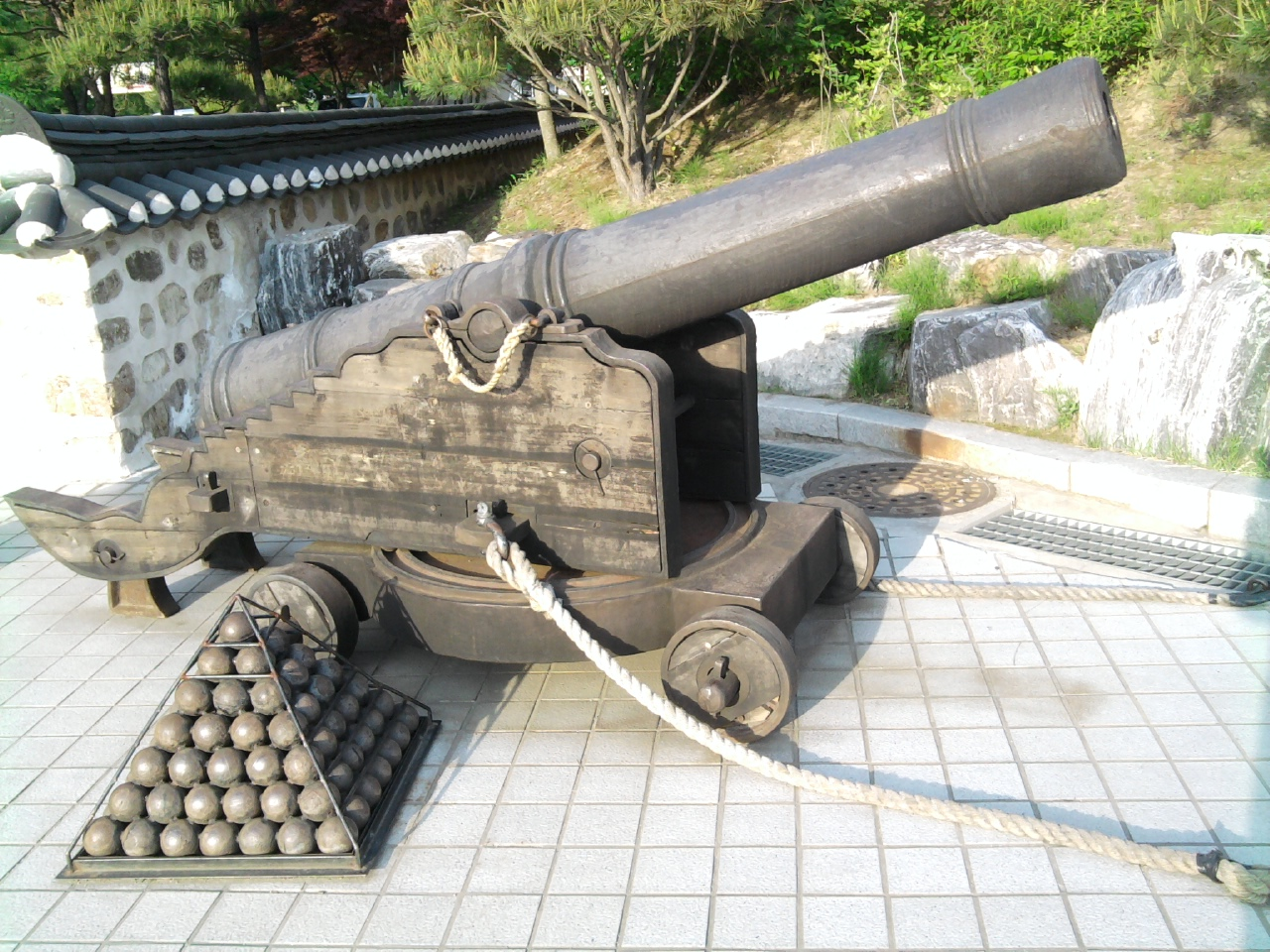
Un cañón hong'ipo introducido desde los Países Bajos por Hendrick Hamel y otros en la década de 1650.
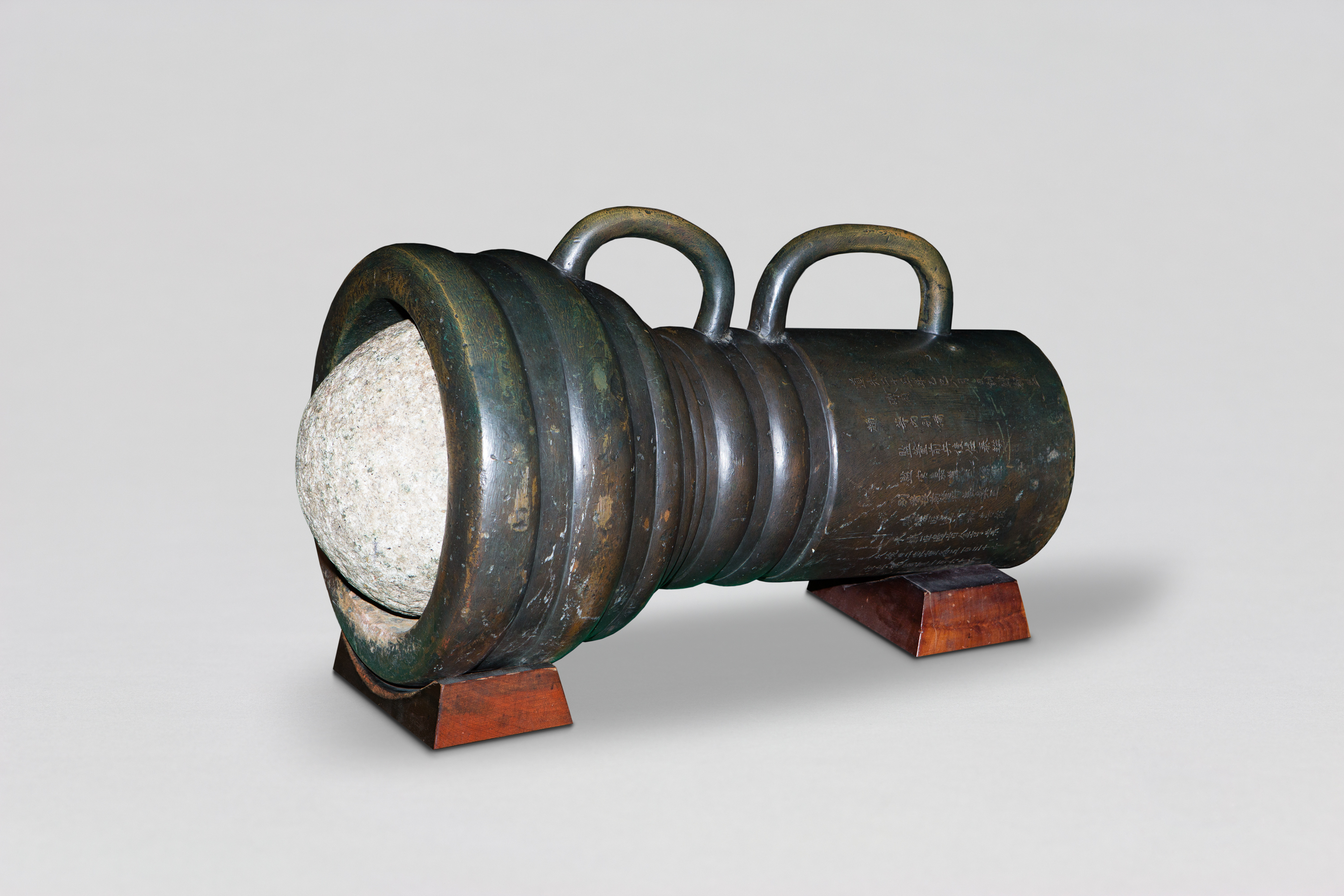
Mortero grande con un bolaño.
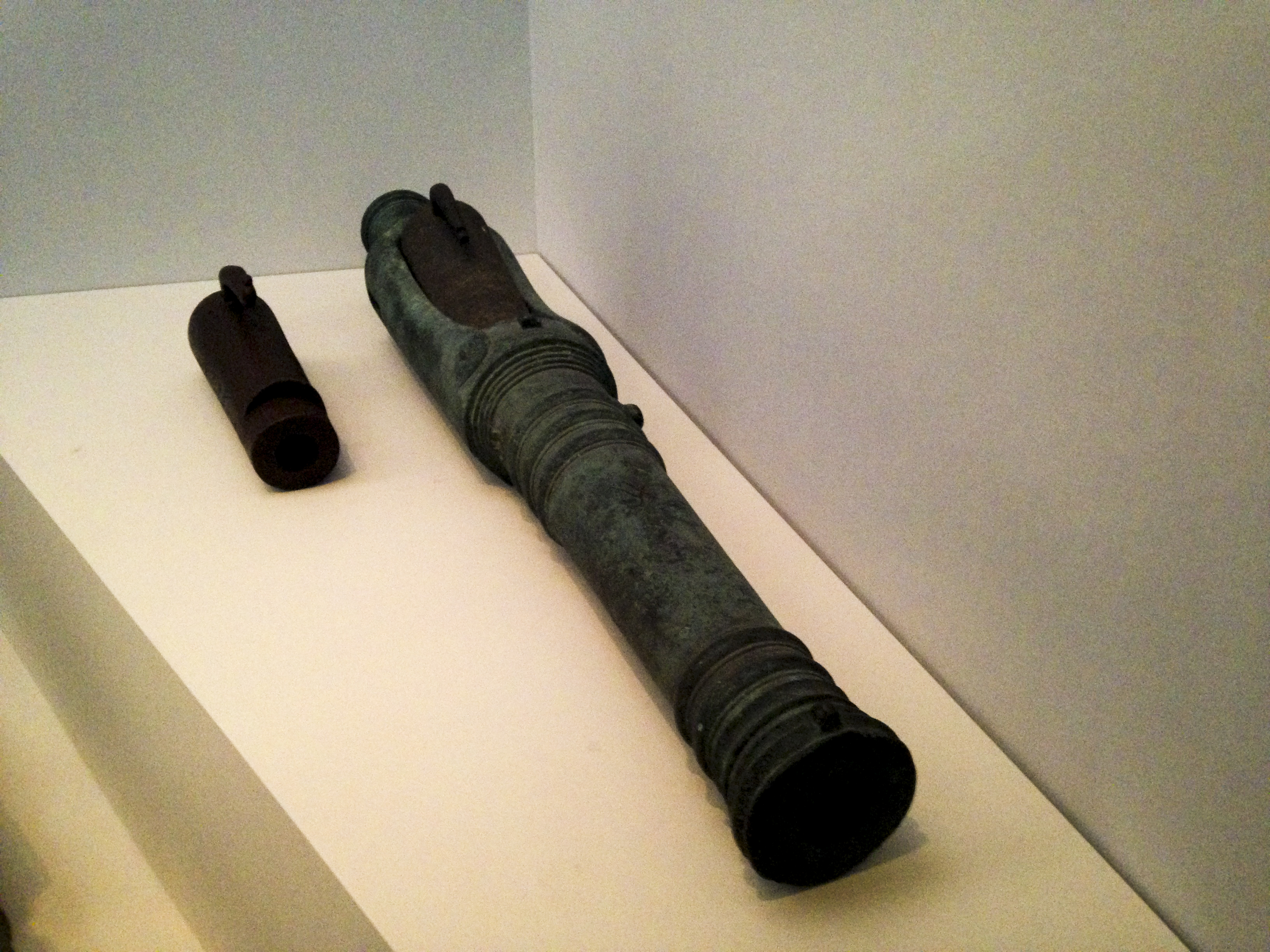
Pistola giratoria de retrocarga
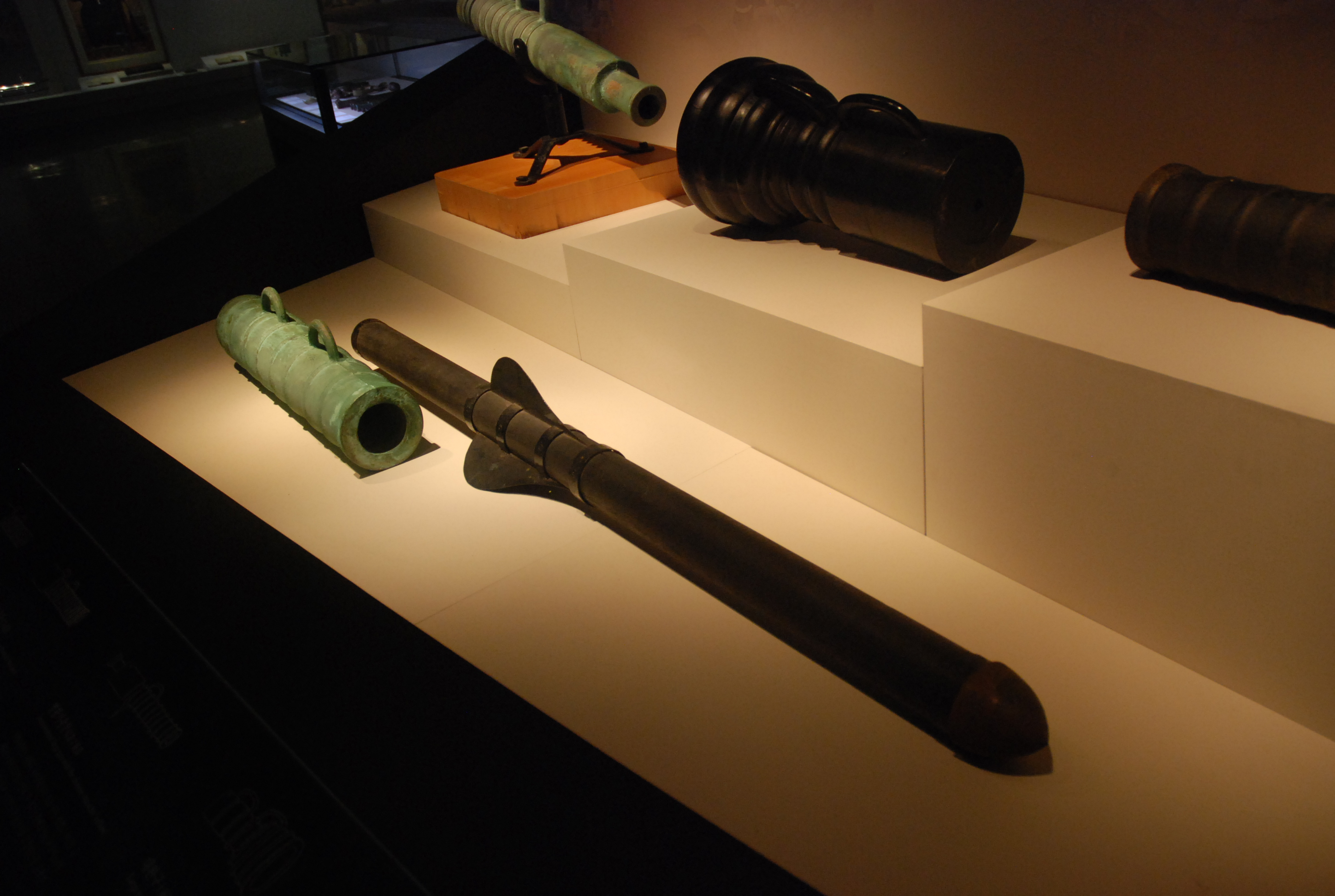
Este Cheonja-chongtong es el de mayor tamaño.
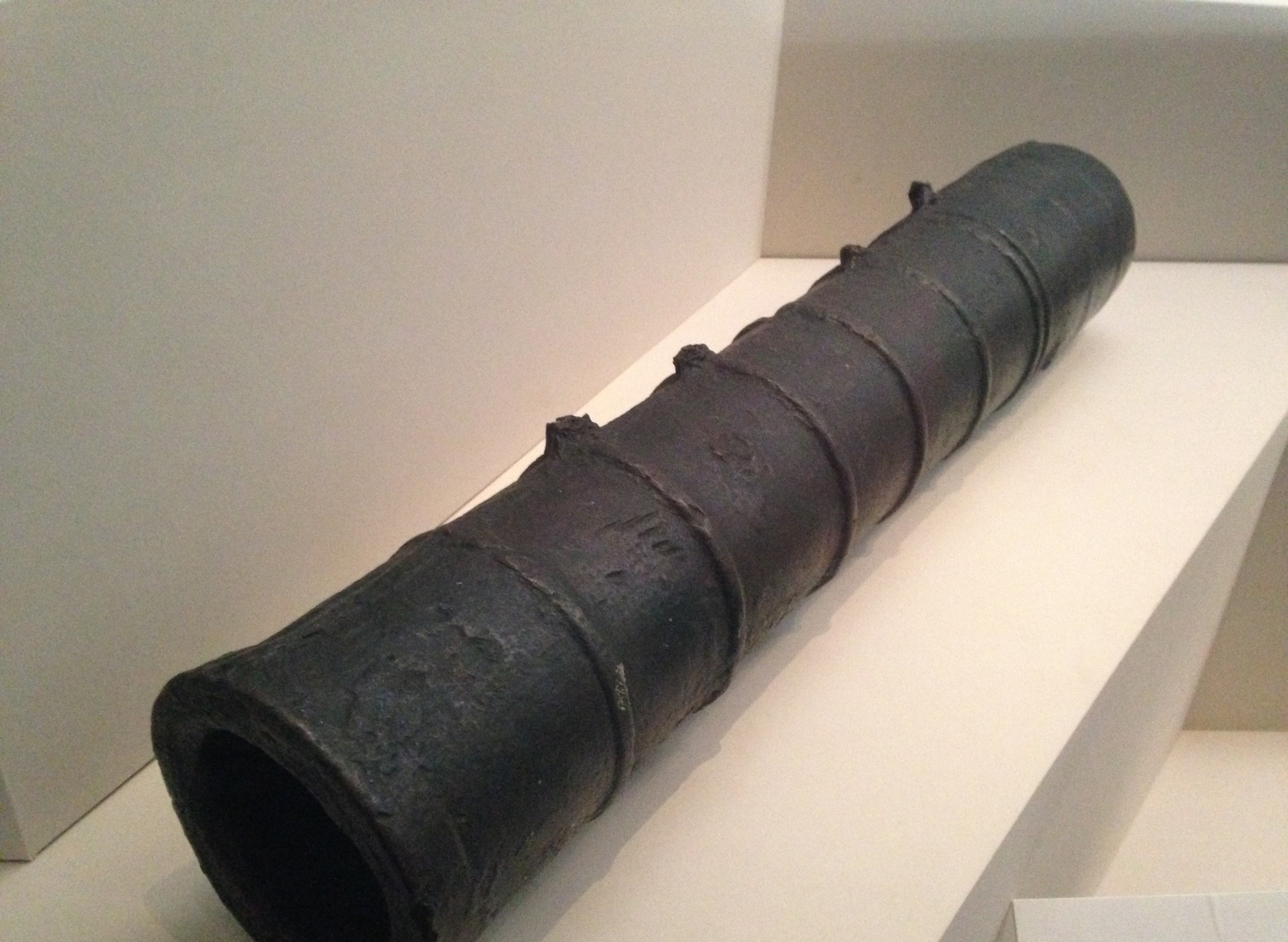
Jijachongtong, el segundo cañón más grande de la dinastía Joseon media.
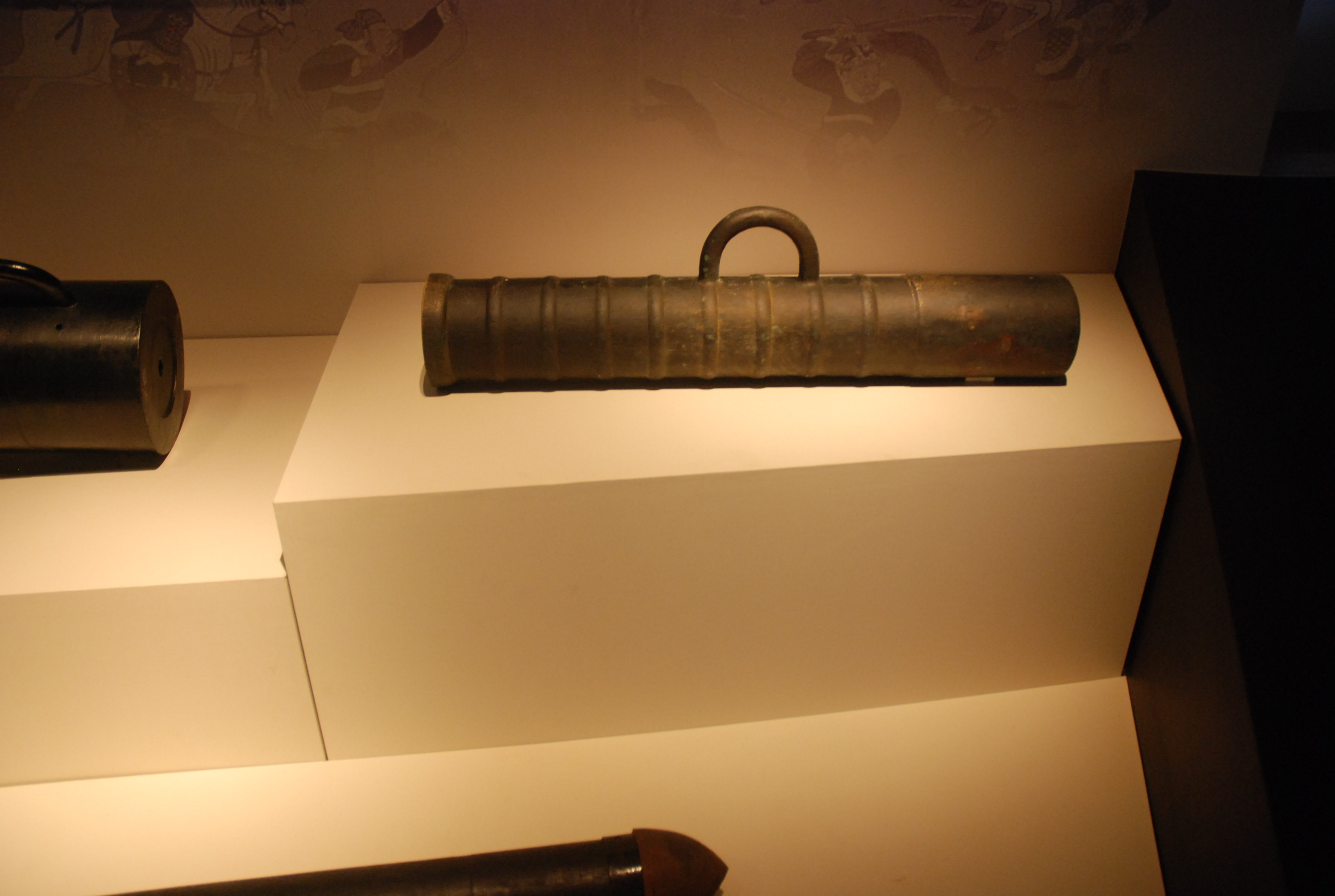
Este Hyeonja-chongtong es un cañón de tamaño mediano.
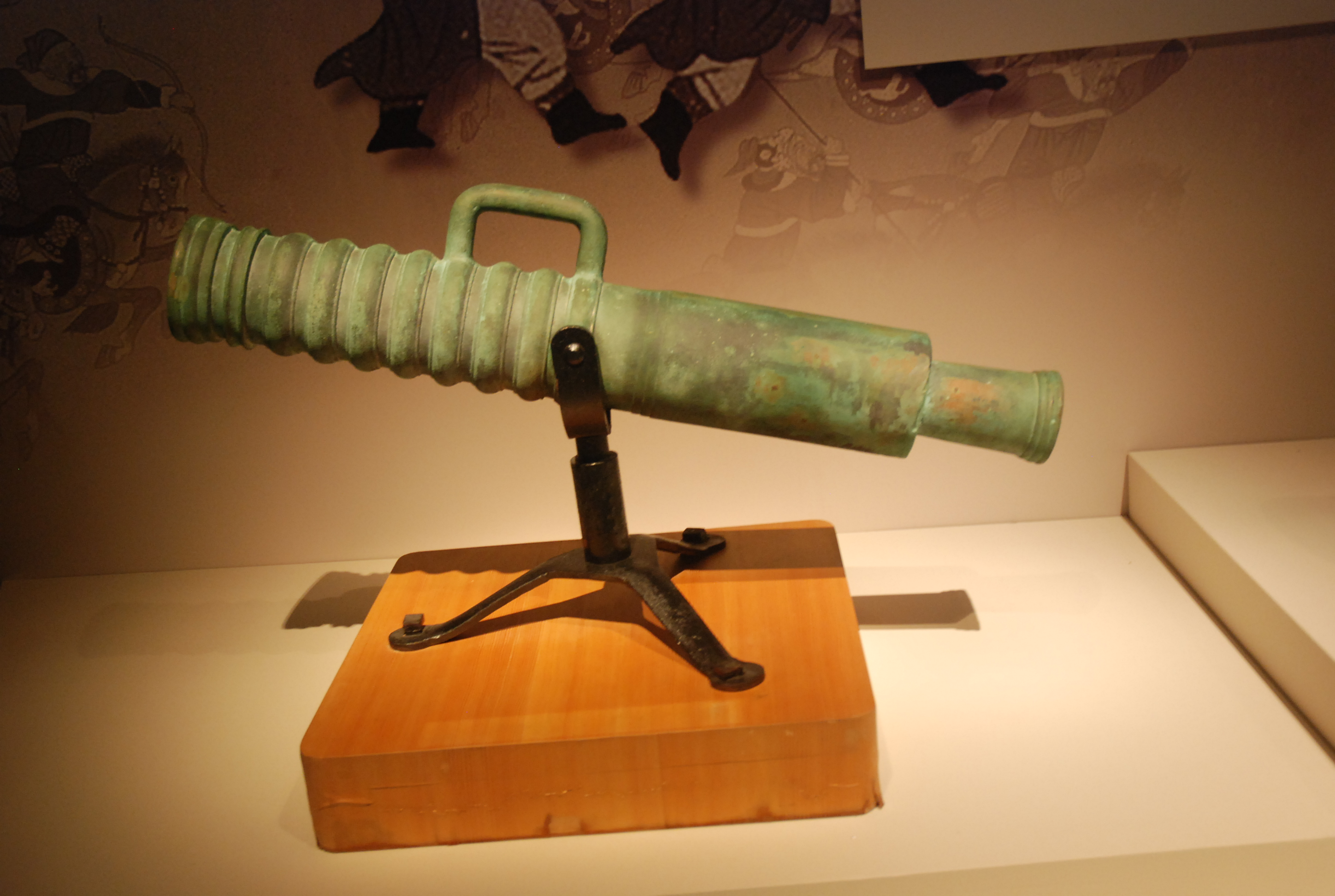
Byeolhwangja-chongtong, que era uno de los cañones en miniatura
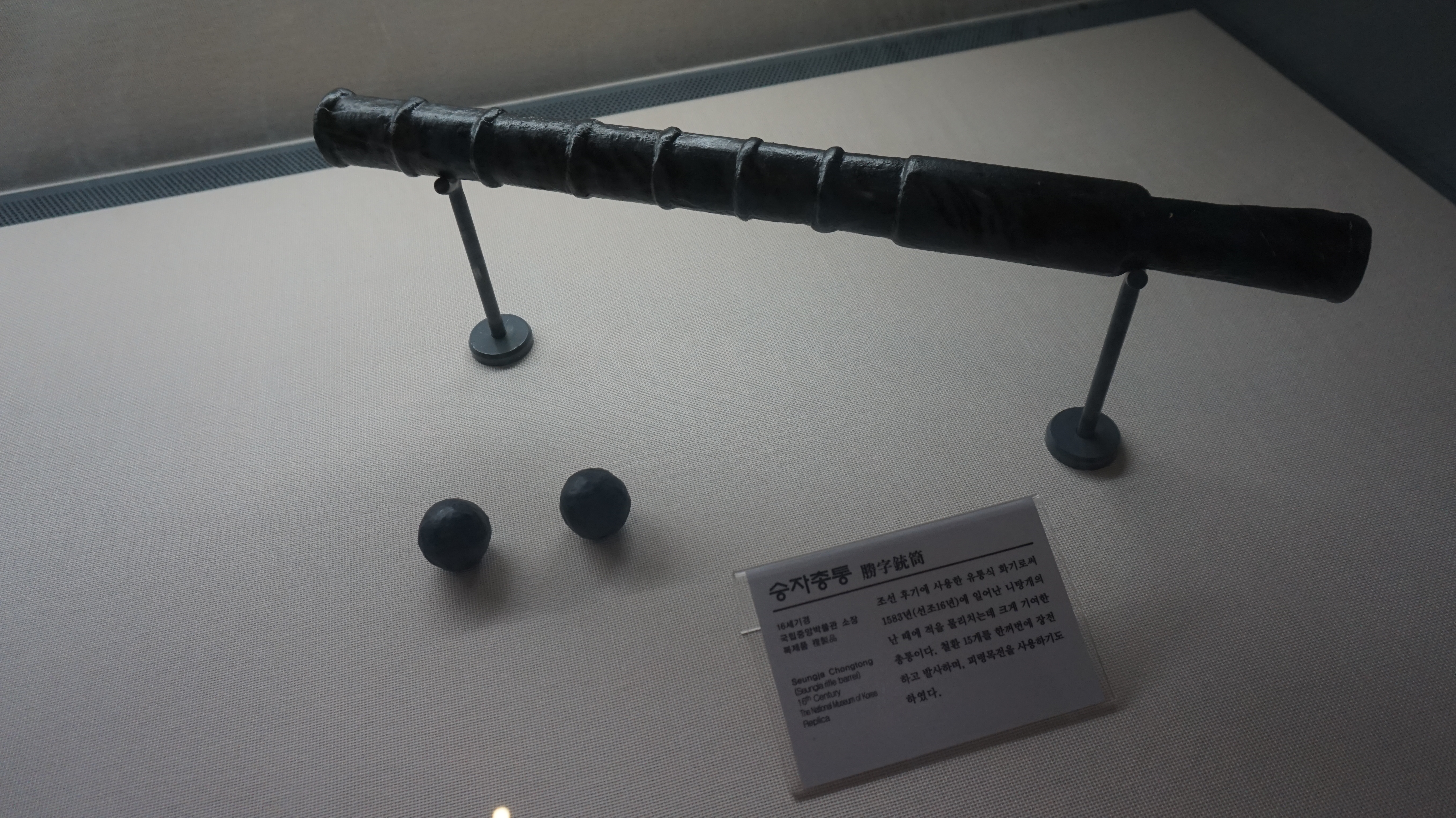
Seungja-chongtong, un cañón de mano
Soseungja-chongtong, un cañón de mano sujeto a una culata
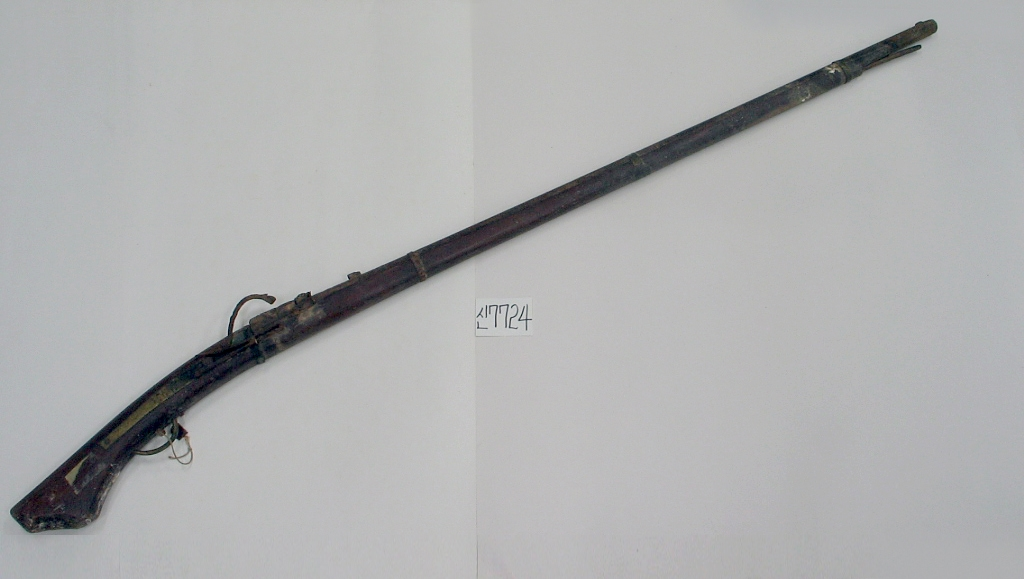
Jochong (鳥銃), los mosquetes de mecha coreanos.
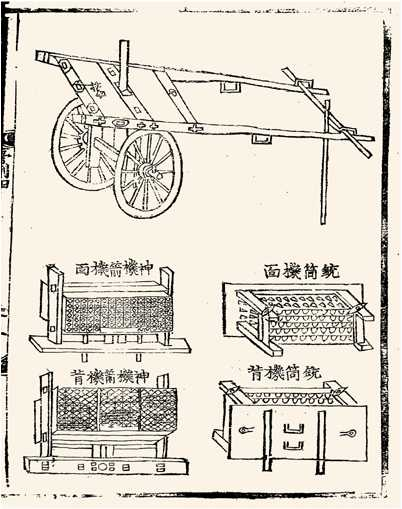
Planos de montaje y desmontaje de Hwacha. En el centro izquierdo y debajo están la parte delantera y trasera de los módulos lanzacohetes Singijeon; Las cosas de la derecha son la parte delantera y trasera de los módulos de cañón de órgano Munjong (Gukjo-orye-seorye, 1474).

## Estrategia y tácticas
Durante la Guerra Imjin, el almirante Yi Sun-sin interrumpió las líneas de suministro japonesas y atacó a sus flotas en lugares estratégicos seleccionados, como estrechos con pequeñas islas y corrientes utilizadas para paralizarlas. Utilizó armas de largo alcance y artillería para evitar que los japoneses abordaran sus barcos y participaran en combates cuerpo a cuerpo. A lo largo de su campaña, utilizó tácticas de emboscada para desmoralizarlos. Usó tres formaciones de batalla naval, «formación de ala de grulla» o Hakik-jin (en hangul, 학익진; en hanja, 鶴翼陣), formación de «serpiente larga» o Jangsajin (en hangul, 장사진; en hanja, 長蛇陣), y «formación en línea» o Hoengyeoljin (en hangul, 횡열진; en hanja, 字整陣). Para apoyar sus formaciones, utilizó andanadas y fuego en picado para hundir los barcos enemigos.
El objetivo de Yi Sun-Shin era hundir los barcos enemigos mediante fuego de artillería pesada y flechas de fuego. En la batalla de Okpo, Yi Sun-shin disparó una andanada para impedir que los japoneses escaparan de la aldea. Registró que «30 barcos enemigos se quemaron hasta cubrir el cielo con humo», y en la batalla de Noryang, un registro decía que «aproximadamente 200 barcos enemigos se quemaron y muchos murieron y fueron capturados». Usó esta táctica durante siete años registrados.
La táctica de emboscada de Yi Sun-shin fue atacar al barco almirante japonés para desmoralizar a su flota de forma preventiva. En la Batalla de Dangpo, ordenó al barco tortuga penetrar en la flota enemiga encabezando el ataque al buque insignia enemigo, mientras diezmaba la flota circundante. El almirante japonés Kurujima Michiyuki fue alcanzado por la flecha del barco y cayó al mar. En la batalla de Busan y Myeongnyang, la flota de Joseon centró su potencia de fuego en los buques insignia del enemigo y los destruyó. También colgaron la cabeza de su comandante en lo alto del mástil para que su flota se viera como la del Daimyo Kurushima Michifusa. Una flota japonesa siguió a su almirante, pero sin su almirante era un objetivo específico para que la flota Joseon destruyera a sus enemigos cuando estaban confundidos.
Las tácticas de guerrilla o dangpa (en hangul, 당파전술; en hanja, 撞破) eran tácticas de choque para doblegar al enemigo. En la batalla de Sacheon, el barco tortuga penetró en la flota enemiga mientras los panokseon lo apoyaba con fuego de supresión para hundirla. Yi Soon-shin registró en Dangpo: «El barco tortuga se acercó al buque insignia enemigo, levantó su cabeza de dragón y disparó el cañón Hyeonja. Golpeemos los barcos enemigos y rompámoslos». La distancia y el alcance también se convirtieron en tácticas de guerrilla en la batalla de Busan. Su objetivo era destruir los barcos enemigos en lugar de matarlos, lo que provocó el hundimiento de más de 100 barcos enemigos. Yi Soon-shin utilizó esta estrategia basándose en la percepción precisa de la capacidad de ambos bandos para obtener sus victorias.
La formación de serpiente larga constaba de muchos barcos en línea de batalla. Había dos tipos de formaciones de serpiente larga. Una formación de asalto de serpiente larga, donde después de que el barco tortuga despliega una estrategia Dangpa, una línea de panokseons lo sigue en Sacheon. En 1592, Yi Sun-sin reunió la flota de Joseon en Busan, y la ordenó en formación de serpiente larga para que hundiera a la flota japonesa atracada allí mientras navegaba en círculo para facilitar el tiro continuado.
La formación de ala de grulla comprendía grandes buques de guerra en el centro y la reserva con buques insignia y más ligeros y barcos tortuga en sus alas para rodear a la flota enemiga. Durante la batalla de Hansando, Yi Sun-Shin envió un pequeño destacamento para atraer a la flota japonesa, que cayó en la trampa y la lo persiguió hasta aguas abiertas frente a la isla Hansan. Ordenó a su flota rodear a la flota japonesa con la formación de ala de grulla y bombardeó a los japoneses durante todo el día.
La formación penetrante, llamada chumjajin (en hangul, 첨자진) era una formación basada en un carácter hanja que significa «agudo». Pasa a una formación de ala de grulla en dos líneas donde dispara en una andanada continua a través de fuego en fila. Una línea de barcos gira y dispara, y luego la siguiente línea avanza y hace lo mismo.